# 2021年の音楽
2021年の音楽（2021ねんのおんがく）では、2021年の音楽産業や音楽活動に関する出来事をまとめる。
2020年の音楽 - 2021年の音楽 - 2022年の音楽

## 世界で最も売れたアーティスト
IFPI Global Recording Artist of the Year
1. BTS
2. テイラー・スウィフト
3. アデル
4. ドレイク
5. エド・シーラン
6. ザ・ウィークエンド
7. ビリー・アイリッシュ
8. ジャスティン・ビーバー
9. SEVENTEEN
10. オリヴィア・ロドリゴ

## 日本で活躍したアーティスト

### TOP ARTISTS 年間TOP10
集計期間：2020年11月23日 - 2021年11月28日（Billboard JAPAN）
1. BTS
2. YOASOBI
3. Official髭男dism
4. 優里
5. NiziU
6. Ado
7. back number
8. LiSA
9. あいみょん
10. 米津玄師

### アーティスト別トータルセールス 年間TOP10
集計期間：2020年12月14日 - 2021年12月12日（オリコン）
1. BTS（184.8億円）
2. Snow Man（114.9億円）
3. King & Prince（67.7億円）
4. 嵐（67.2億円）
5. SixTONES（63.3億円）
6. 乃木坂46（62.4億円）
7. YOASOBI（60.7億円）
8. Official髭男dism（40.9億円）
9. Kis-My-Ft2（37.5億円）
10. B'z（36.8億円）

### 新人アーティスト別トータルセールス 年間TOP3
集計期間：2020年12月14日 - 2021年12月12日（オリコン）
ソロアーティストが1位になるのは2004年の平原綾香以来17年ぶり。
1. Ado（16.4億円）
2. ENHYPEN（14.8億円）
3. なにわ男子（12.1億円）

## 動向

### 1月
- 1月7日 - 新型コロナウイルス感染症の再拡大による緊急事態宣言を受け、一部のCDが発売延期に。
- 1月20日 - 同日付のオリコン週間ランキングでYOASOBIがデジタルシングル（単曲）、デジタルアルバム、ストリーミングで3冠を獲得。
- TikTokで「ウェラーマン」を歌う動画をきっかけにシーシャンティのブームが起きる[6]。

#### 主な発売延期作品
| 作品名                                                       | 旧発売日      | 新発売日              |
| ------------------------------------------------------------ | ------------- | --------------------- |
| [Alexandros]「Where's My History?」                          | 2020年5月     | 2021年1月20日→3月17日 |
| スベカラク櫂「スベカラク マツリ」                            | 2020年5月27日 | 2021年1月27日→2月24日 |
| 宇多田ヒカル「One Last Kiss」                                | 1月27日       | 3月9日                |
| 眩暈SIREN「喪失」                                            | 2月17日       | 11月24日              |
| 花園直道&角田信朗「希望の詩〜立ち上がれニッポン〜」          | 2月3日        | 4月14日               |
| ケツメイシ「ケツノパラダイス」「ケツノストロング（レモン）」 | 2月10日       | 3月31日               |
| SING LIKE TALKING「春雷 feat. 露崎春女」                     | 3月3日        | 3月10日               |
| Do As Infinity「Do The Complete」                            | 3月10日       | 3月24日               |
| 緒方恵美「劇薬-Dramatic Medicine-」                          | 3月10日       | 4月21日               |
| ドラマストア「希望前線／knock you , knock me／回顧録を編む」 | 3月10日       | 3月31日               |
| 浜崎あゆみ「A BALLADS 2」                                    | 3月12日       | 4月8日                |
| 崎山つばさ「latte」                                          | 3月17日       | 4月21日               |
| 横浜銀蝿40th「ぶっちぎり249」                                | 3月17日       | 9月8日                |
| chocol8 syndrome「オールでPPP」                              | 5月12日       | 6月16日               |

### 2月
- 2月9日 - 中居正広、香取慎吾、浜崎あゆみ、西島隆弘が紺綬褒章を受章[7]。
- 2月13日 - 福岡・天神のライブハウス「Early Believers」がこの日をもって閉店。また運営会社「アーリー・ビリーバーズ・カンパニー」も自己破産申請の準備に入ったことが2月24日に大手信用調査会社・帝国データバンクによって明らかにされた[8][9]。

### 3月
- 3月1日 - NHKホールが2022年6月にかけて耐震補強・設備更新などの工事のため休館[10]。
- 3月2日 - 加藤シゲアキによる小説「オルタネート」が第42回「吉川英治文学新人賞」を受賞[11]。
- 3月3日 - 同日付のオリコン週間デジタルアルバムランキングで米津玄師『STRAY SHEEP』が、自身の『BOOTLEG』を上回り歴代累積ダウンロード数1位を更新[12]。
- 3月9日 - YOSHIKIが紺綬褒章を受章[13]。
- 3月10日 - 同日付のオリコン週間ストリーミングランキングでYOASOBI「夜に駆ける」が歴代累積再生数で、Official髭男dism「Pretender」を上回り歴代1位に[14]。
- 3月12日 - V6が同年11月1日をもって解散すること、同時に森田剛もジャニーズ事務所を退所することが発表された[15]。
- 3月14日 -  第63回グラミー賞授賞式[16]。
- 3月17日 - 同日付のオリコン週間ストリーミングランキングでLiSAの「紅蓮華」累積再生数が史上8作目となる2億回を突破。LiSAの作品では「炎」（ほむら）に続き2作目の突破となった[17]。
- 3月21日（20日深夜） - TBSテレビ系日曜未明（土曜深夜）の『CDTVサタデー』が、1993年4月に前身の『COUNT DOWN TV』開始から28年間の放送に幕を閉じた。なお現在月曜夜に放送されている姉妹番組の『CDTVライブ!ライブ!』は継続の上で22時枠から21時枠に時間移動となり、ランキングは同番組内で発表される[18]。
- 3月23日 - 同日付のオリコン週間シングルランキングでDA PUMP「Dream on the street」でデビューから23年9ヵ月で自身初の1位を獲得。エルトン・ジョンの26年3ヵ月に次ぎ歴代2位（邦楽アーティストでは歴代1位）[19]。
- 3月24日 - 同日付のオリコン週間ストリーミングランキングであいみょんの「今夜このまま」、YOASOBIの「群青」、Eveの「廻廻奇譚」、菅田将暉の「虹」が1億回再生を突破。あいみょんは「マリーゴールド」「裸の心」「君はロックを聴かない」「ハルノヒ」に続き自身5作目の1億回再生突破で、歴代1位の「ソロアーティストによる1億回再生突破作品数」記録を自己更新した[20]。
- 3月31日
  - 札幌市中央区のライブハウス「KLUB COUNTER ACTION」が一時閉店[21]。
  - 同日付のオリコン週間デジタルシングル（単曲）ランキング及びオリコン週間デジタルアルバムランキングで宇多田ヒカル「One Last Kiss」がRADWIMPS以来2組目となる3週連続デジタルランキング2部門同時1位を獲得[22]。
  - 東京のライブハウス/クラブ・六本木VARIT.が営業終了[23]。

### 4月
- 4月1日 
  - TOKIOの城島茂、国分太一、松岡昌宏の3人がジャニーズグループ関連会社「株式会社TOKIO」を設立し、同日長瀬智也はジャニーズ事務所を退所[24]。
  - King & Princeの岩橋玄樹がグループを脱退し、ジャニーズ事務所を退所[25]。
  - 文化庁の新長官として作曲家の都倉俊一が就任。任期は2023年3月末までの2年間[26]。
- 4月11日 -  Hey! Say! JUMPの岡本圭人がグループを脱退し、ジャニーズ事務所に籍は残したまま俳優に専念[27]。
- 4月13日 - 同日付のオリコン週間アルバムランキングで浜崎あゆみの「A BALLADS 2」が3位を獲得し、通算53作目のTOP10入りとなりアルバムTOP10入り獲得作品数が歴代単独2位に。女性アーティストによるアルバムTOP10入り獲得作品数が歴代単独1位となった[28]。
- 4月20日 - FENDERの次世代アーティストサポートプログラム「Fender NEXT」より、日本から羊文学、Suspended 4th、TENDREの3組が選出された[29]。
- 4月28日 - 同日付のオリコン週間ストリーミングランキングでNovelbright「Walking with you」、Mrs. GREEN APPLE「青と夏」、back number「高嶺の花子さん」が1億回再生を突破[30]、BTS「Dynamite」が3億回再生を突破した[31]。
- 4月29日 - 森進一、いしだあゆみら4136人に旭日小綬章が贈られた[32]。
- 4月30日
  - 東京・渋谷のライブハウス『渋谷RUIDO K2』（2003年開店）が閉店。閉店は3月10日に店の公式サイトで発表。閉店理由として「コロナのクソ野郎に負けてしまいました」としている[33]。
  - DA PUMPのDAICHIが持病のヘルニアの悪化を理由にこの日をもってグループを脱退し芸能活動を終了した[34]。
  - 近藤真彦がジャニーズ事務所を退所[35]。

### 5月
- 5月1日 - 東京・新木場に大型スタジオ・GARDEN 新木場FACTORYがオープン[36]。
- 5月5日 - 日本音楽事業者協会、日本音楽制作者連盟、コンサートプロモーターズ協会、日本音楽出版社協会の4団体が、政府の緊急事態宣言延長に際しての声明文を公開[37]。
- 5月16日
  - 乃木坂46の2期生・伊藤純奈と渡辺みり愛が27thシングルの活動をもってグループから卒業することを公式サイトで発表した[38]。
  -  オランダ・ロッテルダムでユーロビジョン・ソング・コンテスト2021が開幕。39カ国が参加[39]。
- 5月19日

  - 同日付のオリコン週間デジタルシングル（単曲）ランキング・週間デジタルアルバムランキング・週間ストリーミングランキングでYOASOBIが自身3回目の3冠。「デジタルアルバム通算1位獲得週数」で歴代単独1位となり、「夜に駆ける」ストリーミング史上初となる4億回再生突破となった[40]。
  - 同日公開のBillboard JAPAN Heatseekers Songsにおいて変態紳士クラブ「YOKAZE」が発売から1年以上を経て初の首位を獲得[41]。
- 5月25日 - 同日付のオリコン週間シングルランキングでKing & Princeの「Magic Touch/Beating Hearts」が1位。KinKi Kids、KAT-TUNに次いで史上3組目13年ぶりとなるデビュから7作連続1位となった[42]。
- 5月31日
  - 名古屋市中区のレコードショップ「音楽堂」（1953年創業）がこの日をもって閉店。68年の歴史に幕[43]。
  - 代官山LOOPが閉店[44]。

### 6月
- 6月1日 - 同日付のオリコン週間シングルランキングでLiSA「紅蓮華」が史上7作目の初ランクインから100週連続でTOP100入りを達成[45]。
- 6月2日 - いきものがかりの山下穂尊が同年夏をめどにグループを脱退し芸能界を引退、作曲や執筆などの創作活動をはじめとする新たな道に進むことを発表[46]。
- 6月2日 - 同日付のオリコン週間ストリーミングランキングでBTS「Butter」が歴代1位を記録[47]。
- 6月6日 - 不倫問題で前年9月から活動を休止していたBUMP OF CHICKENの直井由文が活動再開を発表[48]。
- 6月8日 - 同日付のオリコンランキングでV6「僕らは まだ/MAGIC CARPET RIDE」が初登場1位。自身の持つ「デビューからのシングルTOP10入り連続年数」歴代1位記録を更新した[49]。
- 6月9日
  - 同日付のオリコン週間デジタルシングル（単曲）ランキングで米津玄師「Pale Blue」が初登場1位。自身の持つ「デジタルシングル（単曲）通算1位獲得作品数」記録を更新し、今年度最高初週DL数となった[50]。
  - 同日付のオリコン週間ストリーミングランキングでOfficial髭男dism「宿命」が100週連続TOP100入りを達成した[51]。
- 6月21日 - 東京・下北沢にライブハウス「下北沢 DY CUBE」がオープン[52]。
- 6月29日
  - 同日発表のオリコン上半期アルバムランキングでSixTONES「1ST」が1位。男性アーティストによる1stアルバムでの上半期アルバム1位は、1988年の光GENJI「光GENJI」以来33年ぶり[53]。
  - 同日発表のオリコン上半期新人ランキングでAdoがソロアーティスト史上初の1位[54]。
- 6月30日
  - チケットぴあ店舗の「ぴあステーション」および「チケットぴあスポット」の運営が終了[55]。
  - 同日付のオリコン週間デジタルシングル（単曲）ランキングで米津玄師の「Pale Blue」が1位、「死神」が2位、「ゆめうつつ」が3位となり、史上初の同一アーティストによるデジタルシングル（単曲）ランキングTOP3独占となった[56]。

### 7月
- 7月8日 - Mrs. GREEN APPLEが2022年にフェーズ2を始動させることと同年に活動を再開することを発表。
- 7月10日 - 一般社団法人日本音楽事業者協会、一般社団法人日本音楽制作者連盟、一般社団法人コンサートプロモーターズ協会、一般社団法人日本音楽出版社協会の4団体が新型コロナウイルスの影響によるライブ活動に関する共同声明を発表した。声明の中で「ROCK IN JAPAN FESTIVAL 2021」や「ARABAKI ROCK FEST.20th×21」が医師会の要請で相次いで中止している状況に対し、行政機関によって認められている営業活動は守られるべきと述べている[57]。
- 7月14日 - 安室奈美恵、末吉秀太、松浦勝人らが紺綬褒章を受章[58]。
- 7月15日 - 2020年東京オリンピック・パラリンピックの開会式および閉会式のクリエイティブチームメンバーに田中知之（Fantastic Plastic Machine）、ナカムラヒロシ（i-dep）、小山田圭吾、徳澤青弦、原摩利彦、景井雅之、辻川幸一郎、児玉裕一、小島淳二らが参加することを発表[59]。その後小山田が1994年と1995年に刊行された雑誌のインタビューでの学生時代のクラスメイトや近隣学校の障がい者へのいじめ行為の内容がSNSを中心に取り沙汰され、翌日に謝罪[60]。7月19日に辞任を発表[61]。9月17日にオフィシャルサイトにてインタビューについてのお詫びと説明が掲載された[62]。
- 7月21日 - 演歌歌手の小金沢昇司が社長を務めていた芸能プロダクション『ジャパンドリームエンターテイメント』及び関連会社の『ブルークリスタルプロダクション』が東京地方裁判所から破産開始決定を受け倒産。コロナ禍に加え、昨年11月には小金沢自身が酒気帯び運転で事故を起こし逮捕（後に不起訴）され、活動を自粛。これに伴い経営状態も悪化した。事務所も7月中に閉鎖された[63][64]。
- 7月21日 - 2022年1月1日をもってZepp Tokyoが営業を終了することが発表[65]。
- 7月26日
  - 同日付オリコン週間デジタルアルバムランキングにて、嵐の『ウラ嵐BEST 1999-2007』が1位、『ウラ嵐BEST 2016-2020』が2位、『ウラ嵐BEST 2008-2011』が3位、『ウラ嵐BEST 2012-2015』が4位、『5×20 All the BEST!! 1999-2019 (Special Edition)』が5位を獲得し、デジタルアルバムランキング史上初となる同一アーティストによるTOP5独占を記録[66]。

### 8月
- 8月1日 - 下北沢CLUB Queがスタッフコロナ感染により4日間の営業中止[67]。
- 8月2日 - 同日付オリコン週間デジタルアルバムランキングで、嵐の『ウラ嵐BEST 2016-2020』が1位、『ウラ嵐BEST 1999-2007』が2位、『ウラ嵐BEST 2012-2015』が3位、『ウラ嵐BEST 2008-2011』が4位を獲得し、デジタルアルバムランキング史上初となる同一アーティストによる2週連続TOP4独占を記録[68]。
- 8月9日 - 同日付オリコン週間DVD/BD/ミュージックDVD・BDランキングすべてで嵐の『アラフェス2020 at 国立競技場』が1位を獲得し、DVD/BD/ミュージックDVD・BDランキングの映像3部門同時1位獲得作品数、ミュージックDVD・BDランキングの1位獲得作品数は連続・通算ともに歴代1位となる11作品を記録[69]。
- 8月13日 - SKY-HIが自腹1億円を出資して開催したボーイズ・グループ発掘オーディション『THE FIRST』より、BE:FIRSTが結成されメンバーが発表された。8月16日にプレデビュー曲「Shining One」を配信でリリースし、年内にメジャーデビュー予定であることも併せて報じられた[70]。
- 8月17日 - 同日付オリコン週間ランキングで、Kis-My-Ft2『BEST of Kis-My-Ft2』が11作連続通算11作目の1位を獲得。「1stアルバムからの連続1位獲得作品数」が歴代3位から歴代2位タイとなった[71]。
- 8月18日
  - 同日付オリコン週間デジタルシングル(単曲)ランキングで、YOASOBI「ラブレター」が通算7作目の1位。「デジタルシングル(単曲)通算1位獲得作品数」記録が歴代単独2位となった[72]。
  - 同日付オリコン週間ストリーミングランキングで、あいみょん「裸の心」が累積2億回再生を突破した。「マリーゴールド」に続き自身2作目[73]。
- 8月31日 - 同日付オリコン週間アルバムランキングで、ENDRECHERI『GO TO FUNK』が1位を獲得。男性ソロアーティストによる「アルバム通算1位獲得作品数」記録及び「アルバム連続1位獲得作品数」記録が歴代1位タイとなった[74]。
- 8月末 - 2020年11月に監護者わいせつ罪の容疑で逮捕され、服役しているビートメイカーMURVSAKIが文春オンラインにて報じられ、関連楽曲が次々と配信停止された[75][76][77][78]。

### 9月
- 9月2日 - 一般社団法人コンサートプロモーターズ協会、一般社団法人日本音楽制作者連盟、一般社団法人日本音楽事業者協会、一般社団法人日本音楽出版社協会の4団体が共同声明文を発表。団体に参加していない主催者による野外フェス公演で感染拡大防止対策ガイドラインや自治体との協議事項を遵守しない事例がいくつかみられ、「このような行為は1年半かけて構築した信頼関係を破壊し、皆さまのご苦労を台無しにする暴挙」と厳しく非難した。また4団体とすべての会員社、関係者は必要な対策を講じ、来場者の理解や協力を得て各公演を開催すると結んでいる[79]。
- 9月6日 - 前年2月に2度目の覚せい剤所持で逮捕され活動を自粛していた槇原敬之が自身のオフィシャルサイトにて活動再開を発表[80]。
- 9月12日 - AKB48の横山由依が日比谷野外音楽堂で行われたライブ「MX夏まつり AKB48 2021年最後のサマーパーティー」において、同年12月9日のAKB48劇場公演を以ってグループから卒業することを発表[81]。
- 9月15日 - 同日付オリコン週間デジタルシングル(単曲)ランキングで、King Gnu「白日」が史上6作目となる100万ダウンロードを達成[82]。
- 9月16日 - 今年6月、男性ムード歌謡グループ「純烈」のリーダー・酒井一圭宛てに脅迫文や包丁、切り刻んだパンツを送付したとして、警視庁渋谷署は千葉県船橋市に住む65歳の女を脅迫容疑で逮捕[83]。その後東京地方検察庁は10月1日付で女を不起訴処分にした。不起訴の理由は明らかにされていない[84]。
- 9月17日 - RADWIMPSの桑原彰が不倫により活動休止[85]。
- 9月18日・19日 - B'zがオーガナイザーを務める『B'z presents UNITE #01』を大阪城ホールにて開催。ゲストにMr.Childrenを迎えた。9月28日と29日には横浜アリーナにてGLAYをゲストに迎え開催した[86][87]。
- 9月21日 - 同日付オリコン週間アルバムランキングで、桑田佳祐『ごはん味噌汁海苔お漬物卵焼き feat.梅干し』が1位を獲得。史上3人目の「昭和・平成・令和でアルバム1位を獲得したアーティスト」、及び史上2人目の「1980年代・1990年代・2000年代・2010年代・2020年代でアルバム1位を獲得したアーティスト」となった[88]。
- 9月29日 - 同日付オリコン週間ストリーミングランキングで、YOASOBI「夜に駆ける」の累積再生数が史上初の5億回再生突破となった[89]。

### 10月
- 10月4日 - 橋幸夫が東京都内で記者会見を行い、80歳の誕生日となる2023年5月3日をもって歌手活動から引退することを発表[90]。
- 10月17日 - 五木ひろしが大阪市内で行ったコンサートで、昨年を一区切りとして大晦日恒例の『NHK紅白歌合戦』に今年以降出場しない旨を言明した[91]。
- 10月20日 - 同日付オリコン週間ストリーミングランキングで、LiSA「炎」が累計再生数3億回を突破。女性ソロアーティストとしては初[92]。
- 10月21日 - 同日付オリコン週間ミュージックDVD・BDランキングで、堂本剛『平安神宮 奉納演奏 二〇二〇』が1位を獲得。ソロアーティストによる「ミュージックDVD・BD通算1位獲得作品数」歴代1位タイ記録[93]。
- 10月25日 - 日本レコード協会が発表した2021年9月度ストリーミング認定にて、YOASOBI「夜に駆ける」が認定開始（2020年4月度）以来、史上初のダイヤモンド認定（累計再生数5億回突破）を達成[94]。
- 10月26日 - 同日付オリコン週間アルバムランキングで、松田聖子『続・40周年記念アルバム「SEIKO MATSUDA 2021」』が4位にランクイン。「アルバム通算TOP10入り獲得作品数」記録が歴代2位タイ、女性アーティストでは浜崎あゆみに並ぶ歴代1位タイ[95]。

### 11月
- 11月1日
  - PESが2017年9月にRIP SLYMEのメンバーと事務所を脱退していたことを発表[96]。
  - V6のライブ「LIVE TOUR V6 groove」が幕張メッセで行われ、これを最後にグループは解散。1995年の結成以来26年の歴史に幕。また森田剛はこれと同時にジャニーズ事務所を退所した[97]。
- 11月6日 - 浜崎あゆみがこの日名古屋市内で行われたコンサートの直後に体調不良を訴え緊急搬送され、一時意識不明となる危険な状況に陥ったことを翌7日に所属先のエイベックスが発表。「アナフィラキシーショック」と診断され[98]、点滴治療などで回復し退院[99]。その後東京都内の病院での精密検査の結果、病気が見つかったことが判明したが詳細な病名は明らかにしていない[100]。
- 11月9日 - 同日付オリコン週間アルバムランキングで、ABBA『ヴォヤージ』が4位にランクイン。ABBAのトップ10入りは2001年の『S.O.S.〜ベスト・オブ・アバ』以来20年8ヵ月ぶり。インターバル記録しては歴代4位[101]。
- 11月10日 - ゴールデンボンバーの歌広場淳が、この日一部ウェブメディアに一般女性との不倫疑惑が報じられた事を受け活動を自粛することを発表。またバンドも12月23日に予定していたクリスマスライブを中止することを公式サイトで明らかにした[102]。
- 11月15日

  - 志村正彦（フジファブリック）が第24回芙蓉文化賞に選出[103]。
- 11月17日 - 同日付オリコン週間ストリーミングランキングで、Official髭男dism「I LOVE...」累積再生数が3億回再生を突破。「Pretender」に続き自身2作目[104]。
- 11月28日 - 鬼束ちひろが東京都渋谷区の路上で救急車を蹴ったとして、器物損壊の現行犯で警視庁に逮捕された[105]。同月30日に送検され、同日釈放された[106][107]。同年12月2日、謝罪と反省のコメントを発表した[108]。 翌2022年1月21日、東京地検は不起訴処分とした[109]。

### 12月
- 12月1日
  - 第46回報知映画賞においてFukase（SEKAI NO OWARI）が新人賞を受賞[110]。
  - 2021 ユーキャン新語・流行語大賞にAdo「うっせぇわ」がトップテンに選出された[111]。
  - Official髭男dismが第3回Apple Music Awardsの「日本のアーティスト・オブ・ザ・イヤー」を受賞[112]。
- 12月4日 - 第54回日本作詩大賞の最終審査会がテレビ東京本社スタジオにて開催（この模様はBSテレ東にて18:30 - 20:54に生放送）され、作曲家・作詞家の幸耕平が「君がそばにいるから」（歌唱：純烈）で大賞を受賞。また作詞家の麻こよみが「下町銀座」（歌唱：長山洋子）で審査員特別賞を受賞[113]。
- 12月6日 - 同日付オリコン週間カラオケランキングで、優里「ドライフラワー」が43週連続1位。歴代連続1位獲得週数で歴代単独5位となった[114]。
- 12月9日 - Yahoo!検索大賞2021においてミュージシャン部門1位にBTS、アイドル部門1位にBE:FIRSTがそれぞれ受賞した[115]。
- 12月10日 - Billboard JAPAN総合ソングチャート「JAPAN HOT 100 of the Year 2021」が発表され、優里「ドライフラワー」が1位を獲得した[116]。
- 12月11日 - 9月30日に敗血症性ショックのため死去した作曲家のすぎやまこういち（本名・椙山浩一、享年90）のお別れの会がスクウェア・エニックスの主催で東京・築地本願寺で2部構成で行われ、午前の関係者の部ではゲームデザイナーの堀井雄二と任天堂代表取締役フェローの宮本茂が弔辞を読んだ。また会の模様は同社公式YouTubeにて配信された[117][118]。
- 12月14日

  - 同日付オリコン週間アルバムランキングで、B'z『FRIENDS III』が初登場1位を獲得。自身が持つ「アルバム通算1位獲得作品数」の記録を自己更新した[119]。
- 12月21日 - 同日付オリコン週間ランキングで、SixTONES vs Snow Man「Imitation Rain／D.D.」が史上8作目の100週連続トップ100入り。デビューシングルでは史上初の快挙となった[120]。
- 12月22日 - 同日付オリコン週間シングルランキングで、山下達郎「クリスマス・イブ(2021 Version)」が10位にランクイン。これで1986年から36年連続のトップ100入りを記録。自身の持つ歴代1位記録を更新した[121]。
- 12月24日
  - BiSHが東京都内で行った緊急生配信ライブで、「2023年をもって解散する」ことを発表した[122]。
  - 和太鼓演奏グループ・DRUM TAOの男性メンバーが大麻取締法違反（所持）容疑で福岡県警東署に現行犯逮捕された。運営会社はメンバーを懲戒解雇処分にすることを発表[123]。
- 12月30日 - 第63回日本レコード大賞の最終審査会 兼 発表音楽会が新国立劇場中劇場にて無観客で開催（この模様はTBSテレビ系列及びTBSラジオほかJRN系列の一部ラジオ局にて生放送）され、Da-iCEが「CITRUS」で大賞初受賞[124]。総合司会は10年連続となる安住紳一郎（TBSアナウンサー）、2年連続となる吉岡里帆（女優）が務めた[125]。なお各賞の表彰式及び受賞者の記者会見は、12月7日にTBS放送センター内で行われた[126][127]。
- 12月31日
  - 高田馬場AREAが閉店[128]。
  - 下北沢GARAGEが閉店[129]。
  - 第72回NHK紅白歌合戦が東京国際フォーラムで開催。今回は普段会場として使用されているNHKホールが改修工事中のため会場を変更したもので、紅白歌合戦がNHKホール以外で行われるのは1972年の第23回（東京宝塚劇場）以来49年ぶり[130]。司会はこれまで総合・紅白各組で分かれていた呼称を「司会」に統一、初起用の川口春奈（女優）、2年連続となる大泉洋（TEAM NACS）、2年ぶりの登板となる和久田麻由子（同局アナウンサー）が務めた[131][132]。

## シングル

### IFPI グローバル・デジタル・シングル
※デジタル・ダウンロード、ストリーミング数を総合し換算

1. ザ・ウィークエンド「Save Your Tears」
2. ザ・キッド・ラロイ, ジャスティン・ビーバー「STAY」
3. デュア・リパ「Levitating」
4. BTS「Butter」
5. オリヴィア・ロドリゴ「Drivers License」
6. ジャスティン・ビーバー featuring ダニエル・シーザー & Giveon「Peaches」
7. ザ・ウィークエンド「ブラインディング・ライツ」
8. オリヴィア・ロドリゴ「Good 4 U」
9. リル・ナズ・X「Montero (Call Me by Your Name)」
10. エド・シーラン「Bad Habits」

### Billboard Hot 100 年間TOP10
※Billboard 集計期間: 2020年11月21日 - 2021年11月13日

1. デュア・リパ「Levitating」
2. ザ・ウィークエンド & アリアナ・グランデ「Save Your Tears」
3. ザ・ウィークエンド「ブラインディング・ライツ」
4. 24kGoldn featuring イアン・ディオール「Mood」
5. オリヴィア・ロドリゴ「Good 4 U」
6. ドージャ・キャット featuring SZA「Kiss Me More」
7. Silk Sonic (ブルーノ・マーズ & アンダーソン・パーク)「Leave the Door Open」
8. オリヴィア・ロドリゴ「Drivers License」
9. リル・ナズ・X「Montero (Call Me by Your Name)」
10. ジャスティン・ビーバー featuring ダニエル・シーザー & Giveon「Peaches」

## アルバム

### IFPI グローバル・アルバム・全フォーマットチャート
※フィジカル、デジタル・ダウンロード、ストリーミングのデータを集計

1. アデル「30」
2. オリヴィア・ロドリゴ「Sour」
3. ジャスティン・ビーバー「Justice」
4. エド・シーラン「=」
5. ザ・ウィークエンド「After Hours」
6. デュア・リパ「Future Nostalgia」
7. ザ・キッド・ラロイ「F*ck Love」
8. ABBA「Voyage」
9. モーガン・ウォレン「Dangerous:The Double Album」
10. ドージャ・キャット「Planet Her」

### IFPI グローバル・アルバム・セールスチャート
※フィジカル、デジタル・ダウンロードの売上データのみを集計
1. アデル「30」
2. ABBA「Voyage」
3. SEVENTEEN「Attacca」
4. BTS「BTS, THE BEST」
5. エド・シーラン「=」
6. ジャスティン・ビーバー「Justice」
7. テイラー・スウィフト「Red (Taylor’s Version)」
8. SEVENTEEN「Your Choice」
9. Snow Man「Snow Mania S1」
10. テイラー・スウィフト「Fearless (Taylor’s Version)」

## 日本のシングル
- Billboard Japan Hot 100は、優里「ドライフラワー」が年間1位を獲得した。前年度と同じく、CDリリースのない楽曲が年間首位を獲得した[2]。
- 「ドライフラワー」はストリーミング4.7億回再生、配信42万ダウンロードでともに1位、またカラオケ指標でも1位となった[2]。
- 年間2位はBTSの「Dynamite」で、ストリーミング4.4億回再生が総合順位を牽引した[2]。
- Ado「うっせぇわ」は上半期に大きな反響を呼び、新語・流行語大賞の年間トップテンに選出された[2][111]。

### Billboard Japan Hot 100 年間TOP25
集計期間：2020年11月23日 - 2021年11月28日（Billboard JAPAN）
1. 優里「ドライフラワー」
2. BTS「Dynamite」
3. YOASOBI「夜に駆ける」
4. LiSA「炎」
5. YOASOBI「怪物」
6. BTS「Butter」
7. Ado「うっせぇわ」
8. YOASOBI「群青」
9. 菅田将暉「虹」
10. Eve「廻廻奇譚」
11. Awesome City Club「勿忘」
12. NiziU「Step and a step」
13. Official髭男dism「Cry Baby」
14. DISH//「猫」
15. BTS「Permission to Dance」
16. LiSA「紅蓮華」
17. 平井大「Stand by me, Stand by you.」
18. Ado「踊」
19. 藤井風「きらり」
20. Official髭男dism「Pretender」
21. NiziU「Take a picture」
22. あいみょん「裸の心」
23. NiziU「Make you happy」
24. Official髭男dism「I LOVE...」
25. 川崎鷹也「魔法の絨毯」

### 合算シングル 年間TOP10
集計期間：2020年12月14日 - 2021年12月12日（オリコン）
1. BTS『Butter』（1,809,650P）
2. YOASOBI『怪物/優しい彗星』（1,478,594P）
3. 優里『ドライフラワー』（1,458,550P）
4. BTS『Dynamite』（1,336,651P）
5. YOASOBI『夜に駆ける』（1,259,248P）
6. NiziU『Take a picture/Poppin' Shakin'』（1,122,345P）
7. Snow Man『Grandeur』（1,105,877P）
8. Ado『うっせぇわ』（999,480P）
9. Snow Man『HELLO HELLO』（971,656P）
10. NiziU『Step and a step』（951,023P）

### CD年間TOP10
集計期間：2020年11月23日 - 2021年11月28日（Billboard JAPAN）
1. Snow Man『Grandeur』（1,030,567枚）
2. Snow Man『HELLO HELLO』（906,197枚）
3. 乃木坂46『僕は僕を好きになる』（829,946枚）
4. 乃木坂46『ごめんねFingers crossed』（827,279枚）
5. 乃木坂46『君に叱られた』（759,668枚）
6. なにわ男子『初心LOVE』（732,211枚）
7. King & Prince『I promise』（628,715枚）
8. 日向坂46『君しか勝たん』（571,661枚）
9. INI『A』（561,942枚）
10. SixTONES『マスカラ』（552,953枚）

### ダウンロード（単曲）年間TOP10
集計期間：2020年11月23日 - 2021年11月28日（Billboard JAPAN）
1. 優里「ドライフラワー」（425,389DL）
2. LiSA「炎」（377,673DL）
3. Ado「うっせぇわ」（322,719DL）
4. YOASOBI「夜に駆ける」（306,426DL）
5. BTS「Dynamite」（302,868DL）
6. YOASOBI「怪物」（284,597DL）
7. BTS「Butter」（266,924DL）
8. Eve「廻廻奇譚」（248,369DL）
9. Official髭男dism「Cry Baby」（248,095DL）
10. 菅田将暉「虹」（239,527DL）

### ストリーミング年間TOP10
集計期間：2020年11月23日 - 2021年11月28日（Billboard JAPAN）
1. 優里「ドライフラワー」（470,882,237回再生）
2. BTS「Dynamite」（446,553,676回）
3. YOASOBI「夜に駆ける」（406,903,061回）
4. YOASOBI「怪物」（318,502,391回）
5. LiSA「炎」（270,119,407回）
6. BTS「Butter」（307,659,125回）
7. YOASOBI「群青」（284,993,388回）
8. Ado「うっせぇわ」（258,683,891回）
9. Eve「廻廻奇譚」（230,627,870回）
10. Awesome City Club「勿忘」（246,924,148回）

### 演歌・歌謡 年間TOP10
集計期間：2020年12月14日 - 2021年12月12日
1. 山内惠介「古傷」
2. 氷川きよし「南風」
3. 純烈「君がそばにいるから」
4. 辰巳ゆうと「誘われてエデン/望郷」
5. 氷川きよし「Happy!/森を抜けて」
6. 真田ナオキ「本気で惚れた」
7. 水森かおり「鳴子峡」
8. 竹島宏「プラハの橋」
9. 福田こうへい「かんべんナ」
10. 市川由紀乃「秘桜」

### インディーズシングル 年間TOP10
集計期間：2020年12月14日 - 2021年12月12日
1. 岩橋玄樹「My Lonely X'mas」
2. 刀剣男士 formation of 心覚「問わず語り/焔」
3. 刀剣男士 team新撰組 with蜂須賀虎徹「Scarlet Lips」
4. ジェジュン「BREAKING DAWN (Japanese Ver.) Produced by HYDE」
5. 刀剣男士 髭切膝丸「静寂の闘志」
6. 刀剣男士 大編成 壽2021「壽歌 (ほぎうた) (プレス限定盤)」
7. 愛乙女☆DOLL「Passion for Life」
8. the Raid.「サヨナラ誰か」
9. Task have Fun「BABYLONIA」
10. Jewel☆Rouge「マイセオリー」

### USEN HIT J-POP 年間TOP10
集計期間：2020年11月27日 - 2021年11月11日
1. Awesome City Club「勿忘」
2. 優里「ドライフラワー」
3. LiSA「炎」
4. YOASOBI「夜に駆ける」
5. YOASOBI「怪物」
6. Official髭男dism「Cry Baby」
7. Ado「うっせぇわ」
8. 藤井風「きらり」
9. Eve「廻廻奇譚」
10. 菅田将暉「虹」

### USEN HIT 演歌/歌謡 年間TOP10
集計期間：2020年11月27日 - 2021年11月11日
1. 氷川きよし「南風」
2. 新浜レオン「さよならを決めたのなら」
3. 純烈「君がそばにいるから」
4. 山崎ていじ「酔わせて候」
5. 三山ひろし「浮世傘」
6. 山内惠介「古傷」
7. かとうれい子「とまり木 (ロックバージョン)」
8. 髙宮城せいじ「熊本ブルース」
9. 市川由紀乃「秘桜」
10. すがあきら「命の河」

### USEN HIT 洋楽 年間TOP10
集計期間：2020年11月27日 - 2021年11月11日
1. ブルーノ・マーズ,アンダーソン・パーク&シルク・ソニック「リーヴ・ザ・ドア・オープン」
2. ザ・ウィークエンド「プラインディング・ライツ」
3. ザ・キッド・ラロイ×ジャスティン・ビーバー「ステイ」
4. ドージャ・キャット「キス・ミー・モア feat.シザ」
5. エド・シーラン「バッド・ハビッツ」
6. オリヴィア・ロドリゴ「グッド・フォー・ユー」
7. デュア・リパ「レヴィテイティング feat.ダベイビー」
8. マネスキン「ペギン」
9. リル・ナズ・X「モンテロ (コール・ミー・バイ・ユア・ネーム)」
10. アリアナ・グランデ「ポジションズ」

### USEN HIT K-POP 年間TOP10
集計期間：2020年11月27日 - 2021年11月11日
1. BTS「Life Goes On」
2. SEVENTEEN「Ready to love」
3. NCT「90's Love」
4. TWICE「BETTER」
5. NCT DREAM「Hello Future」
6. TREASURE「MY TREASURE」
7. SHINee「Don't Call Me」
8. SUPER JUNIOR「House Party」
9. TOMORROW X TOGETHER「LOSER=LOVER」
10. ENHYPEN「Drunk-Dazed」

### ゴールドディスク認定
2021年に発売された作品のみ記載。
- トリプル・プラチナ
  - Snow Man『Grandeur』
  - Snow Man『HELLO HELLO』
  - 乃木坂46『君に叱られた』
  - 乃木坂46『ごめんねFingers crossed』
  - 乃木坂46『僕は僕を好きになる』
- ダブル・プラチナ
  - INI『A』
  - King & Prince『Magic Touch/Beating Hearts』
  - 櫻坂46『BAN』
  - SixTONES『僕が僕じゃないみたいだ』
  - SixTONES『マスカラ』
  - SEVENTEEN『ひとりじゃない』
  - 日向坂46『君しか勝たん』
- プラチナ
  - SKE48『恋落ちフラグ』
  - SKE48『あの頃の君を見つけた』
  - STU48『独り言で語るくらいなら』
  - ENHYPEN『BORDER: 儚い』
  - KAT-TUN『Roar』
  - KAT-TUN『We Just Go Hard feat. AK-69/EUPHORIA』
  - 関ジャニ∞『キミトミタイセカイ』
  - Kis-My-Ft2『Luv Bias』
  - JO1『STRANGER』
  - JO1『CHALLENGER』
  - ジャニーズWEST『サムシング・ニュー』
  - ジャニーズWEST『週刊うまくいく曜日』
  - ジャニーズWEST『でっかい愛/喜努愛楽』
  - Sexy Zone『夏のハイドレンジア』
  - NiziU『Take a picture/Poppin' Shakin'』
  - Hey! Say! JUMP『ネガティブファイター』
  - 米津玄師『Pale Blue』
- ゴールド
  - =LOVE『ウィークエンドシトロン』
  - HKT48『君とどこかへ行きたい』
  - STU48『独り言で語るくらいなら』
  - NMB48『シダレヤナギ』
  - NGT48『Awesome』
  - 関ジャニ∞『ひとりにしないよ』
  - Kis-My-Ft2『Fear/SO BLUE』
  - KinKi Kids『アン/ペア』
  - Sexy Zone『LET'S MUSIC』
  - TWICE『Kura Kura』
  - 22/7『僕が持ってるものなら』
  - NEWS『BURN』
  - V6『僕らは まだ/MAGIC CARPET RIDE』
  - 星野源『不思議/創造』

### ダウンロード認定
2021年に発売された作品のみ記載。
| 作品名                                 | 認定月                                 |
| ダブル・プラチナ (500,000ダウンロード) | ダブル・プラチナ (500,000ダウンロード) |
| -------------------------------------- | -------------------------------------- |
| Aimer「残響散歌」                      | 2022年8月                              |
| プラチナ (250,000ダウンロード)         |                                        |
| BTS「Butter」                          | 2021年11月                             |
| YOASOBI「怪物」                        | 2021年12月                             |
| LiSA「明け星」                         | 2022年2月                              |
| 藤井風「きらり」                       | 2022年11月                             |
| back number「水平線」                  | 2023年2月                              |
| 宇多田ヒカル「One Last Kiss」          | 2023年10月                             |
| King Gnu「一途」                       | 2024年1月                              |
| 優里「ベテルギウス」                   | 2024年8月                              |
| ゴールド (100,000ダウンロード)         |                                        |
| Awesome City Club「勿忘」              | 2021年6月                              |
| NiziU「Take a picture」                | 2021年6月                              |
| 米津玄師「Pale Blue」                  | 2021年6月                              |
| ONE OK ROCK「Renegades」               | 2021年6月                              |
| Ado「ギラギラ」                        | 2021年7月                              |
| back number「怪盗」                    | 2021年7月                              |
| Ado「踊」                              | 2021年8月                              |
| millennium parade × Belle「U」         | 2021年8月                              |
| YOASOBI「三原色」                      | 2021年8月                              |
| BTS「Permission to Dance」             | 2021年9月                              |
| Who-ya Extended「VIVID VICE」          | 2021年9月                              |
| ［Alexandros］「閃光」                 | 2021年10月                             |
| YOASOBI「もう少しだけ」                | 2021年12月                             |
| 宇多田ヒカル「君に夢中」               | 2022年1月                              |
| LiSA「白銀」                           | 2022年1月                              |
| King Gnu「逆夢」                       | 2022年2月                              |
| Ado「阿修羅ちゃん」                    | 2022年3月                              |
| AI「アルデバラン」                     | 2022年5月                              |
| YOASOBI「優しい彗星」                  | 2022年7月                              |
| YOASOBI「アンコール」                  | 2023年5月                              |
| ヨルシカ「春泥棒」                     | 2023年5月                              |
| DISH//「沈丁花」                       | 2025年2月                              |

### ストリーミング認定
2021年に発売された作品のみ記載。
| 作品名                                                           | 認定月                                   |
| ダイヤモンド (500,000,000ストリーミング)                         | ダイヤモンド (500,000,000ストリーミング) |
| ---------------------------------------------------------------- | ---------------------------------------- |
| YOASOBI「怪物」                                                  | 2023年11月                               |
| back number「水平線」                                            | 2024年4月                                |
| 優里「ベテルギウス」                                             | 2024年6月                                |
| BTS「Butter」                                                    | 2024年6月                                |
| 藤井風「きらり」                                                 | 2025年4月                                |
| トリプル・プラチナ (300,000,000ストリーミング)                   |                                          |
| Official髭男dism「Cry Baby」                                     | 2023年1月                                |
| Awesome City Club「勿忘」                                        | 2023年1月                                |
| YOASOBI「群青」                                                  | 2023年1月                                |
| BTS「Permission to Dance」                                       | 2023年2月                                |
| マカロニえんぴつ「なんでもないよ、」                             | 2023年2月                                |
| Aimer「残響散歌」                                                | 2023年5月                                |
| Ado「踊」                                                        | 2023年6月                                |
| 優里「シャッター」                                               | 2023年8月                                |
| King Gnu「逆夢」                                                 | 2024年9月                                |
| King Gnu「一途」                                                 | 2024年9月                                |
| Vaundy「踊り子」                                                 | 2024年10月                               |
| YOASOBI「三原色」                                                | 2025年3月                                |
| ダブル・プラチナ (200,000,000ストリーミング)                     |                                          |
| YOASOBI「アンコール」                                            | 2023年1月                                |
| ザ・キッド・ラロイ&ジャスティン・ビーバー「ステイ」              | 2023年3月                                |
| Ado「ギラギラ」                                                  | 2023年9月                                |
| back number「怪盗」                                              | 2023年10月                               |
| YOASOBI「もう少しだけ」                                          | 2023年10月                               |
| TWICE「The Feels」                                               | 2024年4月                                |
| Vaundy「花占い」                                                 | 2024年4月                                |
| 平井大「題名のない今日」                                         | 2024年5月                                |
| あいみょん「ハート」                                             | 2024年9月                                |
| Creepy Nuts「のびしろ」                                          | 2024年11月                               |
| ヨルシカ「春泥棒」                                               | 2025年1月                                |
| あいみょん「桜が降る夜は」                                       | 2025年4月                                |
| プラチナ (100,000,000ストリーミング)                             |                                          |
| BTS「Film out」                                                  | 2021年12月                               |
| 宇多田ヒカル「One Last Kiss」                                    | 2022年3月                                |
| NiziU「Take a picture」                                          | 2022年3月                                |
| MAISONdes feat. 和ぬか,asmi「ヨワネハキ」                        | 2022年4月                                |
| YOASOBI「優しい彗星」                                            | 2022年5月                                |
| 平井大「Buddy」                                                  | 2022年9月                                |
| 米津玄師「Pale Blue」                                            | 2022年9月                                |
| 夜のひと笑い「ミライチズ」                                       | 2022年9月                                |
| 清水翔太「Curtain Call」                                         | 2022年10月                               |
| Ayase「夜撫でるメノウ」                                          | 2022年11月                               |
| Ado「阿修羅ちゃん」                                              | 2022年12月                               |
| 星野源「不思議」                                                 | 2023年1月                                |
| 大橋ちっぽけ「常緑」                                             | 2023年2月                                |
| Official髭男dism「Universe」                                     | 2023年3月                                |
| 宇多田ヒカル「君に夢中」                                         | 2023年5月                                |
| ONE OK ROCK「Renegades」                                         | 2023年5月                                |
| あいみょん「愛を知るまでは」                                     | 2023年5月                                |
| NiziU「Poppin' Shakin'」                                         | 2023年5月                                |
| 平井大「MIRROR MIRROR」                                          | 2023年5月                                |
| YOASOBI「ラブレター」                                            | 2023年5月                                |
| back number「黄色」                                              | 2023年7月                                |
| King Gnu「BOY」                                                  | 2023年8月                                |
| milet×Aimer×幾田りら「おもかげ (produced by Vaundy)」            | 2023年8月                                |
| YOASOBI「大正浪漫」                                              | 2023年8月                                |
| ［Alexandros］「閃光」                                           | 2023年9月                                |
| 鈴木鈴木「海のリビング」                                         | 2023年11月                               |
| ずっと真夜中でいいのに。「あいつら全員同窓会」                   | 2023年11月                               |
| Vaundy「Tokimeki」                                               | 2023年12月                               |
| ちゃんみな「ハレンチ」                                           | 2024年1月                                |
| 藤井風「旅路」                                                   | 2024年1月                                |
| Vaundy「しわあわせ」                                             | 2024年2月                                |
| INI「Rocketeer」                                                 | 2024年3月                                |
| 鈴木鈴木「ホワイトキス」                                         | 2024年5月                                |
| DISH//「沈丁花」                                                 | 2024年5月                                |
| Awich feat. JP THE WAVY, YZERR「GILA GILA」                      | 2024年5月                                |
| YOASOBI「ツバメ」                                                | 2024年6月                                |
| Official髭男dism「アポトーシス」                                 | 2024年6月                                |
| あたらよ「10月無口な君を忘れる」                                 | 2024年6月                                |
| 幾田りら「Answer」                                               | 2024年8月                                |
| 優里「夏音」                                                     | 2024年9月                                |
| 優里「インフィニティ」                                           | 2024年10月                               |
| 優里「桜晴」                                                     | 2024年12月                               |
| 清水翔太「恋唄」                                                 | 2025年2月                                |
| エド・シーラン「シバーズ」                                       | 2025年4月                                |
| ちゃんみな「美人」                                               | 2025年5月                                |
| ゴールド (50,000,000ストリーミング)                              |                                          |
| 菅田将暉「星を仰ぐ」                                             | 2021年12月                               |
| BE：FIRST「Gifted.」                                             | 2022年1月                                |
| millennium parade × Belle「U」                                   | 2022年1月                                |
| 和ぬか「寄り酔い」                                               | 2022年1月                                |
| 平井大「Romeo+Juliet -Love goes on-」                            | 2022年2月                                |
| P丸様。「シル・ヴ・プレジデント」                                | 2022年2月                                |
| NiziU「Chopstick」                                               | 2022年5月                                |
| BE：FIRST「Shining One」                                         | 2022年5月                                |
| LiSA「明け星」                                                   | 2022年5月                                |
| TWICE「Kura Kura」                                               | 2022年6月                                |
| TWICE「Alcohol-Free」                                            | 2022年7月                                |
| Coldplay×BTS「My Universe」                                      | 2022年9月                                |
| エド・シーラン「バッド・ハビッツ」                               | 2022年10月                               |
| BUMP OF CHICKEN「なないろ」                                      | 2022年11月                               |
| ウマ娘 プリティーダービー「うまぴょい伝説」                      | 2022年12月                               |
| ジャスティン・ビーバー「ピーチズ」                               | 2022年12月                               |
| 平井大「Anniversary」                                            | 2023年1月                                |
| Uru「Love Song」                                                 | 2023年3月                                |
| TWICE「Perfect World」                                           | 2023年3月                                |
| TWICE「SCIENTIST」                                               | 2023年3月                                |
| natsumi「イージーゲーム feat.和ぬか」                            | 2023年3月                                |
| LEX「なんでも言っちゃって feat. JP THE WAVY」                    | 2023年3月                                |
| YOASOBI「もしも命が描けたら」                                    | 2023年4月                                |
| aespa「Savage」                                                  | 2023年5月                                |
| aespa「Next Level」                                              | 2023年6月                                |
| yama「麻痺」                                                     | 2023年6月                                |
| Ado「夜のピエロ」                                                | 2023年7月                                |
| SUPER BEAVER「名前を呼ぶよ」                                     | 2023年7月                                |
| milet「Ordinary days」                                           | 2023年7月                                |
| SEVENTEEN「Rock with you」                                       | 2023年9月                                |
| 米津玄師「死神」                                                 | 2023年10月                               |
| Good Gas & JP THE WAVY「Bushido」                                | 2023年10月                               |
| マカロニえんぴつ「はしりがき」                                   | 2023年10月                               |
| 藤井風「燃えよ」                                                 | 2023年11月                               |
| Stray Kids「Thunderous」                                         | 2023年12月                               |
| imase「Have a nice day」                                         | 2024年1月                                |
| Who-ya Extended「VIVID VICE」                                    | 2024年1月                                |
| Ado「会いたくて」                                                | 2024年2月                                |
| Vaundy「泣き地蔵」                                               | 2024年3月                                |
| BAD HOP「Suicide feat. Tiji Jojo, Hideyoshi & Jin Dogg [Remix]」 | 2024年3月                                |
| SEVENTEEN「Ready to love」                                       | 2024年4月                                |
| aespa「Dreams Come True」                                        | 2024年6月                                |
| クリープハイプ「ナイトオンザプラネット」                         | 2024年7月                                |
| ENHYPEN「Drunk-Dazed」                                           | 2024年7月                                |
| ジャスティン・ビーバー「ゴースト」                               | 2024年11月                               |
| Vaundy「融解sink」                                               | 2025年1月                                |
| IU「Celebrity」                                                  | 2025年1月                                |
| LEX, Only U, Yung sticky wom「STRANGER」                         | 2025年3月                                |
| ちゃんみな「花火」                                               | 2025年4月                                |
| 桑田佳祐「SMILE〜晴れ渡る空のように〜」                          | 2025年4月                                |
| ジェニーハイ「華奢なリップ feat.ちゃんみな」                     | 2025年5月                                |
| シルバー (30,000,000ストリーミング※旧基準)                       |                                          |
| IZ*ONE「Panorama」                                               | 2021年8月                                |

## 日本のアルバム

### Hot Albums 年間TOP10
集計期間：2020年11月23日 - 2021年11月28日（Billboard JAPAN）
1. BTS『BTS, THE BEST』
2. Snow Man『Snow Mania S1』
3. SixTONES『1ST』
4. YOASOBI『THE BOOK』
5. King & Prince『Re:Sense』
6. Mr.Children『SOUNDTRACKS』
7. BTS『BE』
8. SEVENTEEN『Attacca』
9. 宇多田ヒカル『One Last Kiss』
10. Official髭男dism『Editorial』

### TOP Albums Sales 上半期TOP10
集計期間：2020年11月23日 - 2021年5月23日（Billboard JAPAN）
1. SixTONES『1ST』（572,074枚）
2. Mr.Children『SOUNDTRACKS』（354,067枚）
3. BTS『BE』（318,282枚）
4. Hey! Say! JUMP『Fab! -Music speaks.-』（272,347枚）
5. ジャニーズWEST『rainboW』（227,521枚）
6. Sexy Zone『SZ10TH』（214,875枚）
7. NCT 127『LOVEHOLIC』（206,886枚）
8. JO1『The STAR』（195,255枚）
9. 福山雅治『AKIRA』（164,430枚）
10. KinKi Kids『O album』（150,630枚）

### Download Albums 上半期TOP10
集計期間：2020年11月23日 - 2021年5月23日（Billboard JAPAN）
1. YOASOBI『THE BOOK』
2. 宇多田ヒカル『One Last Kiss』
3. BTS『BE』
4. 米津玄師『STRAY SHEEP』
5. 嵐『This is 嵐』
6. 宮本浩次『ROMANCE』
7. 藤井風『HELP EVER HURT NEVER』
8. ヨルシカ『創作』
9. Aimer『Walpurgis』
10. Mr.Children『SOUNDTRACKS』

### 合算アルバム 上半期TOP10
集計期間：2020年12月14日 - 2021年6月13日（オリコン）
1. SixTONES『1ST』（571,143P）
2. YOASOBI『THE BOOK』（343,821P）
3. BTS『BE』（316,210P）
4. Hey! Say! JUMP『Fab! -Music speaks.-』（267,430P）
5. ジャニーズWEST『rainboW』（257,776P）
6. 宇多田ヒカル『One Last Kiss』（226,566P）
7. 米津玄師『STRAY SHEEP』（211,644P）
8. Sexy Zone『SZ10TH』（210,763P）
9. NCT 127『LOVEHOLIC』（164,751P）
10. KinKi Kids『O album』（147,777P）

### アルバム 上半期TOP10
集計期間：2020年12月14日 - 2021年6月13日（オリコン）
1. SixTONES『1ST』（571,143枚）
2. Hey! Say! JUMP『Fab! -Music speaks.-』（267,430枚）
3. ジャニーズWEST『rainboW』（257,776枚）
4. BTS『BE』（224,003枚）
5. Sexy Zone『SZ10TH』（210,763枚）
6. NCT 127『LOVEHOLIC』（156,341枚）
7. 宇多田ヒカル『One Last Kiss』（150,717枚）
8. KinKi Kids『O album』（147,777枚）
9. YOASOBI『THE BOOK』（122,384枚）
10. Fling Posse,MAD TRIGGER CREW『ヒプノシスマイク -Division Rap Battle- 2nd D.R.B Fling Posse VS MAD TRIGGER CREW』（118,753枚）

### デジタルアルバム 上半期TOP10
集計期間：2020年12月14日 - 2021年6月13日（オリコン）
1. YOASOBI『THE BOOK』（79,202DL）
2. 宇多田ヒカル『One Last Kiss』（38,541DL）
3. 米津玄師『STRAY SHEEP』（19,812DL）
4. 藤井風『HELP EVER HURT NEVER』（13,885DL）
5. BTS『BE』（12,967DL）
6. 嵐『This is 嵐』（11,827DL）
7. ヨルシカ『創作』（10,424DL）
8. Aimer『Walpurgis』（9,308DL）
9. Mr.Children『SOUNDTRACKS』（9,120DL）
10. ももいろクローバーZ『ZZ's II』（8,971DL）

### インディーズアルバム 年間TOP10
集計期間：2020年12月14日 - 2021年12月12日
1. ころん「アスター」
2. ジェル「Believe」
3. すとぷり「Strawberry Prince」
4. Kinight A -騎士 A-「The Night」
5. 錦戸亮「Note」
6. SEVENTEEN「24H」
7. すとぷり「すとろべりーねくすとっ!」
8. P丸様。「Sunny!!」
9. 星街すいせい「Still Still Stellar」
10. 莉犬「タイムカプセル」

### ゴールドディスク認定
2021年に発売された作品のみ記載。
- ミリオン
  - Snow Man『Snow Mania S1』
  - BTS『BTS, THE BEST』
- ダブル・プラチナ
  - King & Prince『Re:Sense』
  - SixTONES『1ST』
- プラチナ
  - Official髭男dism『Editorial』
  - Kis-My-Ft2『BEST of Kis-My-Ft2』
  - ジャニーズWEST『rainboW』
  - BTS『Butter』
- ゴールド
  - 宇多田ヒカル『One Last Kiss』
  - NCT 127『LOVEHOLIC』
  - ENHYPEN『BORDER: CARNIVAL』
  - 桑田佳祐『ごはん味噌汁海苔お漬物卵焼き feat. 梅干し』
  - ころん『アスター』
  - SHINee『SUPERSTAR』
  - SEKAI NO OWARI『SEKAI NO OWARI 2010-2019』
  - Sexy Zone『SZ10TH』
  - 堂本光一『PLAYFUL』
  - TWICE『Perfect World』
  - TOMORROW X TOGETHER『STILL DREAMING』
  - どついたれ本舗・Buster Bros!!!『ヒプノシスマイク -Division Rap Battle- 2nd D.R.B どついたれ本舗 VS Buster Bros!!!』
  - Buster Bros!!!・麻天狼・Fling Posse『ヒプノシスマイク -Division Rap Battle- 2nd D.R.B『Buster Bros!!! VS 麻天狼 VS Fling Posse』』
  - Bad Ass Temple・麻天狼『ヒプノシスマイク -Division Rap Battle- 2nd D.R.B Bad Ass Temple VS 麻天狼』
  - Fling Posse・MAD TRIGGER CREW『ヒプノシスマイク -Division Rap Battle- 2nd D.R.B Fling Posse VS MAD TRIGGER CREW』
  - V6『STEP』
  - BAEKHYUN『BAEKHYUN』
  - YOASOBI『THE BOOK』

### ダウンロード認定
2021年に発売された作品のみ記載
| 作品名              | 認定月     |
| プラチナ            | プラチナ   |
| ------------------- | ---------- |
| YOASOBI『THE BOOK』 | 2022年10月 |

## 日本のDVD・Blu-ray

### オリコン年間ミュージックDVD・Blu-rayランキング
集計期間：2020年12月28日付 - 2021年12月20日付（2020年12月14日 - 2021年12月12）
1. 嵐『アラフェス2020 at 国立競技場』（775,052枚）
2. Snow Man『Snow Man ASIA TOUR 2D.2D.』（482,722枚）
3. King & Prince『King & Prince CONCERT TOUR 2020 〜L&〜』（330,266枚）
4. SixTONES『on eST』（281,121枚）
5. BTS『BTS MAP OF THE SOUL ON:E』（227,208枚）
6. BTS『BTS Memories of 2020』（223,054枚）
7. Kis-My-Ft2『LIVE TOUR 2020 To-y2』（159,227枚）
8. ジャニーズWEST『ジャニーズWEST LIVE TOUR 2020 W trouble』（121,789枚）
9. Sexy Zone『Sexy Zone POP×STEP!? TOUR 2020』（109,227枚）
10. V6『For the 25th anniversary』（105,634枚）

### ゴールドディスク認定
2021年に発売された作品のみ記載。
| 作品名                                                    | 認定月             |
| トリプル・プラチナ                                        | トリプル・プラチナ |
| --------------------------------------------------------- | ------------------ |
| 嵐『アラフェス2020 at 国立競技場』                        | 2021年7月          |
| 嵐『This is 嵐 LIVE 2020.12.31』                          | 2021年12月         |
| ダブル・プラチナ                                          |                    |
| Snow Man『Snow Man ASIA TOUR 2D.2D.』                     | 2021年3月          |
| プラチナ                                                  |                    |
| King & Prince『King & Prince CONCERT TOUR 2020 〜L&〜』   | 2021年2月          |
| SixTONES『on eST』                                        | 2021年10月         |
| ゴールド                                                  |                    |
| Kis-My-Ft2『LIVE TOUR 2020 To-y2』                        | 2021年1月          |
| Sexy Zone『Sexy Zone POP×STEP!? TOUR 2020』               | 2021年2月          |
| V6『For the 25th anniversary』                            | 2021年4月          |
| KinKi Kids『KinKi Kids O正月コンサート2021』              | 2021年5月          |
| BTS『BTS Memories of 2020』                               | 2021年8月          |
| ジャニーズWEST『ジャニーズWEST LIVE TOUR 2020 W trouble』 | 2021年10月         |
| BTS『BTS MAP OF THE SOUL ON:E』                           | 2021年10月         |
| Kis-My-Ft2『LIVE TOUR 2021 HOME』                         | 2021年12月         |

## カラオケ (日本のデータ)

### JOYSOUND 年間TOP30
1. 優里「ドライフラワー」
2. Ado「うっせぇわ」
3. YOASOBI「夜に駆ける」
4. LiSA「炎」
5. DISH//「猫」
6. 高橋洋子「残酷な天使のテーゼ」
7. あいみょん「マリーゴールド」
8. YOASOBI「怪物」
9. あいみょん「裸の心」
10. 菅田将暉「虹」
11. 川崎鷹也「魔法の絨毯」
12. Official髭男dism「Pretender」
13. Kanaria「KING」
14. LiSA「紅蓮華」
15. back number「水平線」
16. バルーン「シャルル」
17. 菅田将暉「さよならエレジー」
18. 米津玄師「Lemon」
19. Eve「廻廻奇譚」
20. 瑛人「香水」
21. Ado「ギラギラ」
22. King Gnu「白日」
23. 中島みゆき「糸」
24. 椎名林檎「丸ノ内サディスティック」
25. 秦基博「ひまわりの約束」
26. MONGOL800「小さな恋のうた」
27. Ado「踊」
28. 一青窈「ハナミズキ」
29. スキマスイッチ「奏(かなで)」
30. Official髭男dism「I LOVE...」

### DAM 年間TOP30
1. 優里「ドライフラワー」
2. DISH//「猫」
3. Ado「うっせぇわ」
4. LiSA「炎」
5. YOASOBI「夜に駆ける」
6. あいみょん「マリーゴールド」
7. 川崎鷹也「魔法の絨毯」
8. LiSA「紅蓮華」
9. Official髭男dism「Pretender」
10. 高橋洋子「残酷な天使のテーゼ」
11. 菅田将暉「虹」
12. back number「水平線」
13. あいみょん「裸の心」
14. 菅田将暉「さよならエレジー」
15. YOASOBI「怪物」
16. 米津玄師「Lemon」
17. スキマスイッチ「奏(かなで)」
18. バルーン「シャルル」
19. Eve「廻廻奇譚」
20. King Gnu「白日」
21. Official髭男dism「Cry Baby」
22. Da-iCE「CITRUS」
23. 中島みゆき「糸」
24. 瑛人「香水」
25. Ado「ギラギラ」
26. Official髭男dism「I LOVE...」
27. 優里「かくれんぼ」
28. 一青窈「ハナミズキ」
29. MONGOL800「小さな恋のうた」
30. 清水翔太「花束のかわりにメロディーを」

## 各チャート
- オリコン
  - Template:オリコン週間シングルチャート第1位 2021年
  - Template:オリコン週間アルバムチャート第1位 2021年
  - Template:オリコン週間合算シングルチャート第1位 2021年
  - Template:オリコン週間合算アルバムチャート第1位 2021年
  - Template:オリコン週間デジタルシングルチャート第1位 2021年
  - Template:オリコン週間デジタルアルバムチャート第1位 2021年
  - Template:オリコン週間演歌・歌謡シングルチャート第1位 2021年
  - Template:オリコン週間DVD音楽チャート第1位 2021年
  - Template:オリコン週間DVD総合チャート第1位 2021年
  - Template:オリコン週間BD音楽チャート第1位 2021年
  - Template:オリコン週間DVD・BDミュージックチャート第1位 2021年
- Billboard JAPAN
  - Template:Billboard JAPANシングル・チャート「Billboard JAPAN Hot 100」第1位 2021年
  - Template:Billboard JAPANアルバム・チャート「Billboard JAPAN Hot Albums」第1位 2021年
  - Template:Billboard JAPANアニメ楽曲・チャート「Hot Animation」第1位 2021年
  - Template:Billboard JAPANストリーミング・チャート「Billboard Japan Streaming Songs」第1位 2021年
  - Template:Billboard JAPANダウンロード・ソング・チャート「Billboard Japan Download Songs」第1位 2021年
  - Template:Billboard JAPANダウンロード・アルバム・チャート「Billboard Japan Download Albums」第1位 2021年
  - Template:Billboard JAPANシングル・セールス・チャート「Billboard JAPAN Top Singles」第1位 2021年
  - Template:Billboard JAPANアルバム・セールス・チャート「Billboard JAPAN Top Albums」第1位 2021年
  - Template:Billboard JAPANアルバム・セールス・チャート「Billboard JAPAN Top Albums」第1位 2021年
  - Template:Billboard JAPAN新人アーティストチャート「Heatseekers Songs」第1位 2021年

## イベント
※は新型コロナウイルス感染症の流行 (2019年-)により延期となった2020年の振替公演
| 開催予定日                 | タイトル                                                            |
| -------------------------- | ------------------------------------------------------------------- |
| 1月2日・3日                | TOKYO IDOL PROJECT×@JAM ニューイヤープレミアムパーティ2021          |
| 1月3日                     | Sony Music AnimeSongs ONLINE 日本武道館                             |
| 1月30日                    | YANO MUSIC FESTIVAL 2021〜ヤノフェス 歌うスタジオ〜                 |
| 2月6日・7日                | でらロックフェスティバル 2021                                       |
| 3月6日                     | MINAMI WHEEL 2020 NEO EDITION vol.4                                 |
| 3月6日                     | 見放題東京 2021                                                     |
| 3月13日・14日              | D2021                                                               |
| 3月14日                    | 第63回グラミー賞授賞式                                              |
| 4月                        | The VOCALOID Collection 〜2021 Spring〜                             |
| 4月3日                     | ギュウ農フェス春のSP2021 IDOL STRiKES BACK                          |
| 4月3日                     | くまフェス×@JAM 〜くまフェス 10th anniversary〜                     |
| 4月9日・10日・11日         | I ROCKS 20&21 stand by LACCO TOWER ※                                |
| 4月17日・18日              | cinema staff presents "OOPARTS 2021"                                |
| 4月24日・25日              | REQUESTAGE 2021                                                     |
| 5月1日・2日・3日・4日・5日 | VIVA LA ROCK 2021                                                   |
| 5月2日・3日・4日・5日      | JAPAN JAM 2021                                                      |
| 5月7日・8日・9日           | 山Qフェス                                                           |
| 5月15日・16日              | ACO CHiLL CAMP 2020-2021 〜アソブ、オドロク、フジサン、キャンプ。〜 |
| 5月16日                    | MiMiNOKOROCK FES JAPAN 2021                                         |
| 5月16日〜22日              | ユーロビジョン・ソング・コンテスト2021                              |
| 5月22日                    | BAYCAMP 2021 "DOORS"（2月21日から延期）                             |
| 5月29日・30日              | サウクル2021 “回”                                                   |
| 5月29日・30日              | @JAM 2021                                                           |
| 6月5日                     | MEET THE WORLD BEAT 2021                                            |
| 6月5日・6日                | SATANIC CARNIVAL 2021                                               |
| 6月11日                    | OTO TO TABI 2021                                                    |
| 6月11日・12日・13日        | 森、道、市場 2021                                                   |
| 6月19日                    | OTO TO TABI 2021                                                    |
| 6月19日                    | FREEDOM NAGOYA 2021 -EXPO-                                          |
| 6月19日・20日              | YATSUI FESTIVAL! 2021                                               |
| 6月20日                    | ネコフェス2021 -KUDAKENEKO ROCK FESTIVAL-                           |
| 6月26日・27日              | LOVE MUSIC FESTIVAL 2021                                            |
| 6月26日・27日              | DEAD POP FESTiVAL 2021                                              |
| 7月3日                     | 見放題 2021                                                         |
| 7月3日〜11日               | 京都大作戦 2021                                                     |
| 7月9日                     | サトミツフェス 2021                                                 |
| 7月10日・11日              | Talking Rock! FES.2021                                              |
| 7月17・日                  | @JAM MEN 2021                                                       |
| 7月17日・18日              | J-WAVE LIVE 2021                                                    |
| 7月17日・18日              | NUMBER SHOT 2021                                                    |
| 7月23日・24日・25日        | OGA NAMAHAGE ROCK FESTIVAL vol.11 ※                                 |
| 7月31日・8月1日            | OSAKA GIGANTIC MUSIC FESTIVAL -ジャイガ-                            |
| 8月20日・21日・22日        | FUJI ROCK FESTIVAL '21                                              |
| 8月21日・9月3日・4日・5日  | TREASURE05X 2021                                                    |
| 8月27日・28日・29日        | Animelo Summer Live ※                                               |
| 8月27日・28日・29日        | @JAM EXPO 2020-2021 ※                                               |
| 8月28日・29日              | 音楽と髭達 2021-夏の約束-                                           |
| 8月28日・29日              | RUSH BALL 2021                                                      |
| 8月29日                    | NAMIMONOGATARI2021                                                  |
| 9月3日・4日・5日           | TREASURE05X 2021                                                    |
| 9月6日                     | 黒フェス2021〜白黒歌合戦〜                                          |
| 9月11日・12日              | OSAKA HAZIKETEMAZARE FESTIVAL 2021                                  |
| 9月12日                    | RADIO BERRY ベリテンライブ2021 Special                              |
| 9月                        | 氣志團万博 2021                                                     |
| 9月18日・19日              | New Acoustic Camp 2021 ～わらう、うたう、たべる、ねっころがる。～   |
| 9月18日・19日              | SUPERSONIC 2021（東京公演）                                         |
| 9月18日・19日・20日        | TOKYO CALLING 2021                                                  |
| 9月25日                    | Augusta Camp 2021                                                   |
| 10月2日･3日                | PIA MUSIC COMPLEX 2021 -ぴあフェス-                                 |
| 10月8日・9日・10日         | MINAMI WHEEL 2021                                                   |
| 10月9日・10日              | シマネジェットフェス・ヤマタノオロチライジング 2021                 |
| 10月29日〜11月7日          | ボロフェスタ 2021                                                   |
| 10月30日・31日             | MONGOL800 ga FESTIVAL What a Wonderful World!! 2021                 |
| 10月31日                   | COMING KOBE 2021                                                    |
| 11月5日・6日・17日         | りんご音楽祭 2021                                                   |
| 11月5日・6日・17日         | バズリズム LIVE 2021                                                |
| 12月4日                    | 下北沢にて'21                                                       |
| 12月11日・12日             | HY SKY Fes 2020 → 2021（4月3日から延期）                            |
| 12月17日・18日・19日       | ポルノ超特急 2021                                                   |
| 12月18日･19日              | MERRY ROCK PARADE 2021                                              |
| 12月25日・26日･27日・28日  | FM802 ROCK FESTIVAL RADIO CRAZY                                     |
| 12月27日                   | DANGER CRUE 40th Anniversary JACK IN THE BOX 2021                   |
| 12月28日・29日・30日・31日 | COUNTDOWN JAPAN 21/22                                               |
| 12月30日                   | Johnny's Festival 〜Thank you 2021 Hello 2022〜                     |
| 12月31日                   | 第5回 ももいろ歌合戦                                                |
| 12月31日                   | 第72回NHK紅白歌合戦                                                 |

### 中止・延期となったイベント
| 開催予定日                 | タイトル                                               |
| -------------------------- | ------------------------------------------------------ |
| 1月10日・11日              | KNOTFEST JAPAN 2020 ※（2022年に再延期）                |
| 1月30日                    | ARAFUDO MUSIC 2021                                     |
| 4月                        | YON FES 2021                                           |
| 4月29日                    | SPRINGROOVE 2021                                       |
| 4月29日・30日・5月1日・2日 | ARABAKI ROCK FEST.20×21 ※（再延期）                    |
| 5月                        | CIRCLE 2021                                            |
| 5月3日・4日                | 第23回高槻ジャズストリート                             |
| 5月15日                    | RUSH BALL☆R                                            |
| 5月15日・16日              | OSAKA METROPOLITAN ROCK FESTIVAL                       |
| 5月29日・30日              | KITAKAZE ROCK FES. 2021                                |
| 6月5日・6日                | SAKAE SP-RING 2021                                     |
| 6月5日・6日                | 百万石音楽祭2021〜ミリオンロックフェスティバル〜       |
| 7月17日                    | 焼來肉ロックフェス 2021                                |
| 8月7日 - 9日、14日・15日   | ROCK IN JAPAN FESTIVAL 2021                            |
| 8月13日・14日              | RISING SUN ROCK FESTIVAL 2021 in EZO                   |
| 8月21日・22日              | Sky Jamboree 2021                                      |
| 8月21日・22日、28日        | MONSTER baSH 2021                                      |
| 8月27日 - 29日             | SPACE SHOWER SWEET LOVE SHOWER 2021 -25th ANNIVERSARY- |
| 9月4日・5日                | JOIN ALIVE 2021                                        |
| 9月9日 - 12日              | 風とロック芋煮会 2021                                  |
| 9月11日・12日              | 第30回定禅寺ストリートジャズフェスティバル             |
| 9月17日 - 19日             | 長岡 米百俵フェス〜花火と食と音楽と〜 2021（延期）     |
| 9月18日 - 20日             | WILD BUNCH FEST. 2021                                  |
| 9月18日・19日              | イナズマロックフェス 2021                              |
| 9月18日・19日              | 秋田CARAVAN MUSIC FES 2021                             |
| 9月18日・19日              | SUPERSONIC 2021（大阪公演）                            |
| 9月25日・26日              | 8PPY MUSIC FES（延期）                                 |
| 10月9日・10日              | THE GREAT SATSUMANIAN HESTIVAL 2021                    |
| 10月9日・10日              | 朝霧JAM 2021                                           |
| 11月6日・7日               | 第11回すみだストリートジャズフェスティバル             |

日本武道館公演
- 1月2日 - 清水ミチコ
- 1月3日 - Sony Music AnimeSongs ONLINE 日本武道館
- 1月3日・4日 - 和楽器バンド
- 1月10日 - CY8ER
- 1月13日・14日 - 7ORDER（両日二部制）
- 1月15日 - STU48
- 1月16日・17日 - =LOVE
- 1月19日・20日 - BABYMETAL
- 1月23日 - すとぷり
- 1月24日 - ZORN[182]
- 1月27日・28日 - Little Glee Monster[183]
- 1月30日・31日 - 布袋寅泰
- 2月3日 - lynch.
- 2月5日・6日 - Saucy Dog[184]
- 2月8日 - ZOC
- 2月9日・10日 - 超英雄祭 KAMEN RIDER × SUPER SENTAI LIVE & SHOW 2021
- 2月11日 - BAND-MAID[185][186]
- 2月12日 - PassCode
- 2月13日 - PEDRO
- 2月16日・17日・19日・20日 - BABYMETAL
- 2月23日 - フレデリック[187]
- 2月24日・25日 - 女王蜂
- 2月27日 - リスアニ!LIVE 2021
- 3月2日 - まらしぃ
- 3月6日 - 蒼井翔太
- 3月9日 - 小沢健二
- 3月11日 - "わ"で奏でる東日本応援コンサート 2021 in 日本武道館
- 3月13日 - 佐野元春 & THE COYOTE GRAND ROCKESTRA
- 3月15日・16日 - BABYMETAL
- 3月27日 - Ms.OOJA
- 3月30日・31日 - 浦島坂田船
- 4月10日 - 己龍
- 4月14日・15日 - BABYMETAL
- 10月1日 - FUNKY MONKEY BΛBY'S
- 10月13日 - 鈴木愛理
- 10月15日 - ちゃんみな
- 10月18日 - つばきファクトリー
- 10月22日・23日・24日 - 松田聖子
- 10月26日・27日 - ［Alexandros］
- 11月2日 - MONOEYES
- 11月5日・6日 - 風街オデッセイ
- 11月11日 - 「有吉の壁」Break Artist Live'21 BUDOKAN
- 11月12日 - wacci
- 11月15日 - アンジュルム
- 11月17日 - AYAKARNIVAL
- 11月19日 - ザワつく!金曜日コンサート
- 11月20日 - 高中正義
- 11月23日・24日 - UNICORN
- 11月28日 - Hump Back
- 12月4日・5日 - YOASOBI
- 12月7日・8日 - LiSA
- 12月11日 - Char
- 12月13日 - モーニング娘。'21
- 12月22日 - スキマスイッチ
- 12月23日・24日 - THE ALFEE
- 12月26日 - 秦基博
- 12月28日 - 吉井和哉
- 12月31日 - 第5回ももいろ歌合戦

東京ドーム公演
- 3月8日・9日・10日 - EXILE TRIBE
- 5月5日 - まふまふ
- 6月26日・27日・28日 - EXILE TRIBE
- 7月17日・18日 - THE RAMPAGE from EXILE TRIBE
- 8月1日 - まふまふ
- 8月5日・7日・8日 - 三代目 J SOUL BROTHERS from EXILE TRIBE
- 9月8日・9日 - 乃木坂46（延期）[188]
- 12月11日・12日・13日 - AAA

横浜アリーナ公演
- 1月4日・5日・6日・7日 - SixTONES（4日以外は二部制）
- 1月9日 - サンボマスター
- 1月16日 - スタプラアイドルフェスティバル
- 1月17日 - ナインティナイン
- 1月20日 - BAD HOP（延期）[189]
- 1月30日・31日 - Aimer
- 2月11日 - fripSide
- 2月13日・14日 - ももいろクローバーZ
- 2月22日 - Roselia×RAISE A SUILEN
- 2月23日 - Poppin'Party×Morfonica
- 3月20日・21日 - 坂本真綾
- 3月25日・26日 - NEWS（26日は二部制）
- 4月3日・4日 - 竹内まりや
- 4月3日・4日 - ももいろクローバーZ
- 4月18日 - BLUE ENCOUNT
- 5月1日・2日・3日・4日・5日 - Sexy Zone（1日以外は二部制）
- 5月23日 - マカロニえんぴつ
- 5月26日 - 乃木坂46
- 6月3日・5日・6日・7日 - SixTONES（3日以外は二部制）
- 6月5日・6日 - ケツメイシ
- 6月10日・11日 - いきものがかり
- 6月12日・13日 - UVERworld（二部制）
- 6月16日・17日 - THE RAMPAGE from EXILE TRIBE（17日は二部制）
- 6月19日 - 角松敏生
- 6月20日 - BOYS AND MEN
- 6月22日・23日 - 乃木坂46
- 6月27日 - 佐々木彩夏
- 7月7日 - =LOVE
- 7月10日・11日 - Talking Rock! FES.2021
- 7月16日 - J-WAVE THE KINGS PLACE LIVE Vol.20
- 7月17日・18日 - J-WAVE LIVE 2021
- 7月23日・24日・25日 - 堂本光一
- 7月27日・28日 - なにわ男子（28日は二部制）
- 7月31日・8月1日 - THE ALFEE
- 8月11日・12日・13日・14日・15日 - King & Prince（13日以外は二部制）
- 8月21日 - 藤井フミヤ
- 8月27日 - @JAM EXPO 2020-2021
- 9月1日・2日 - BAD HOP（延期）[190]
- 9月12日 - ZORN[191]
- 9月19日 - 松田聖子
- 9月25日・26日 - 田村ゆかり
- 9月28日・29日 - B'z
- 10月2日・3日 - 藤井風
- 10月8日・9日・10日 - Snow Man
- 10月12日・13日 - [Alexandros]
- 10月17日 - 水瀬いのり
- 10月27日・28日 - V6
- 10月30日 - スタプラアイドルフェスティバル
- 10月31日 - ナインティナイン
- 11月2日・3日 - Official髭男dism
- 11月5日・6日・7日 - バズリズム LIVE 2021
- 11月9日・10日 - 秦基博
- 11月14日 - Creepy Nuts
- 11月20日 - ANIMAX MUSIX 2021
- 11月23日 - 岡崎体育
- 11月24日 - Juice=Juice
- 11月26日・27日・28日 - 関ジャニ∞
- 11月30日・12月1日 - MAN WITH A MISSION
- 12月4日・5日 - GLAY
- 12月9日・10日 - L'Arc〜en〜Ciel
- 12月14日・15日 - 乃木坂46
- 12月18日・19日 - DREAMS COME TRUE
- 12月20日・21日 - UVERworld
- 12月25日 - 矢沢永吉
- 12月30日・31日 - 桑田佳祐

さいたまスーパーアリーナ公演
- 1月6日・7日・2月9日・10日・11日 - sumika
- 3月27日・28日 - LUNA SEA
- 4月10日・11日 - My Hair is Bad
- 4月17日・18日 - Little Glee Monster
- 4月24日・25日 - ケツメイシ
- 5月1日〜5日 - VIVA LA ROCK 2021
- 5月20日〜23日 - GENERATIONS from EXILE TRIBE
- 5月29日・30日 - ジャニーズWEST（30日は二部制）
- 6月5日 - 松田聖子
- 8月27日・28日・29日 - アニメロサマーライブ2021 -COLORS-
- 9月11日・12日 - Aimer
- 9月25日・26日 - JUJU
- 10月9日・10日 - DREAMS COME TRUE
- 10月16日・17日 - 百田夏菜子
- 10月23日・24日 - V6
- 10月29日・30日・31日 - 櫻坂46
- 11月2日・3日 - sumika
- 11月6日・7日 - SUPER BEAVER
- 11月20日・21日 - 桑田佳祐
- 11月23日〜28日 - MEAT meets MUSIC フェス SAITAMA 2021
- 11月23日 - 超特急
- 11月27日・28日 - King Gnu
- 12月4日・5日 - L'Arc～en～Ciel
- 12月7日・8日 - ももいろクローバーZ

大阪城ホール公演
- 1月3日・4日・5日 - 関西ジャニーズJr.（3日以外は二部制）
- 1月16日・17日 - Hyde
- 1月23日・24日 - Da-iCE（両日二部制）
- 1月31日 - ONAKAMA 2021
- 2月13日 - LIVE SDD 2021
- 2月16日・17日 - SixTONES（17日は二部制）
- 3月6日・7日 - Hyde
- 3月10日・11日 - Little Glee Monster
- 3月16日・17日 - INABA / SALAS
- 3月26日・27日・28日 - Sexy Zone（26日以外は二部制）
- 3月30日・31日 - NEWS（31日は二部制）
- 4月4日 - 佐野元春 & THE COYOTE GRAND ROCKESTRA
- 4月9日・10日・11日 - KAT-TUN（10日は二部制）
- 4月10日・11日 - 竹内まりや
- 4月14日・15日 - いきものがかり
- 4月24日・25日 - FM802 SPECIAL LIVE 紀陽銀行 presents REQUESTAGE 2021
- 5月2日・3日・4日・5日 - ジャニーズWEST（2日以外は二部制）
- 5月7日 - D.E.F
- 5月9日 - 第15回 母に感謝のコンサート
- 5月15日 - Da-iCE（二部制）
- 5月22日・23日 - ケツメイシ
- 5月29日・30日 - NMB48
- 6月1日・2日 - GENERATIONS from EXILE TRIBE
- 6月5日 - FM802 MEET THE WORLD BEAT 2021
- 6月12日・13日 - SixTONES
- 6月25日・26日・27日 - 松田聖子
- 7月1日・2日・4日・5日 - THE RAMPAGE from EXILE TRIBE
- 7月9日・10日 - LiSA
- 7月11日 - Novelbright
- 7月14日・15日 - 乃木坂46
- 7月17日・18日 - 布袋寅泰
- 7月20日・21日 - BiSH
- 7月25日・26日・27日 - King & Prince（全日二部制）
- 7月30日・31日・8月1日 - 堂本光一
- 8月3日 - ROCK KIDS 802 -OCHIKEN Goes ON!!- SPECIAL LIVE HIGH! HIGH! HIGH!
- 8月5日 - 変態紳士クラブ
- 8月14日・15日 - NMB48
- 8月19日 - FM802 SPECIAL LIVE 紀陽銀行 presents REQUESTAGE 2021（振替公演）
- 8月21日 - SCANDAL
- 8月22日 - D.E.F
- 8月24日・25日 - 浦島坂田船
- 9月14日・15日 - スピッツ
- 9月20日 - Creepy Nuts
- 10月2日・3日 - SHINJIRO ATAE
- 10月10日 - ザワつく!金曜日コンサート
- 10月20日・21日 - SUPER BEAVER
- 11月13日 - Hump Back
- 11月30日・12月1日 - Official髭男dism
- 12月8日・9日 - 錦戸亮
- 12月11日・12日 - 矢沢永吉
- 12月14日・15日 - MAN WITH A MISSION
- 12月17日・18日 - 大阪MUSIC LOVER 〜Road to 2025〜

## スポーツ大会のテーマソング
2020年東京オリンピック・パラリンピック
- 嵐「カイト」
  - NHK系列（NHK2020ソングとして）
- Foorin「パプリカ」
  - NHK系列（NHK2020応援ソングかつ東京2020公認プログラムとして）
- 桑田佳祐「SMILE〜晴れ渡る空のように〜」
  - 民放5系列（一緒にやろう2020応援ソングとして）
- TEAM SHUZO「CANDO」
  - テレビ朝日系列（松岡修造アスリート応援テーマとして）
- 関ジャニ∞「凛」
  - フジテレビ系列（FUJI Network.Song for Athletesとして）
- 前迫潤哉 Dr.Lilcom「MOVEMENT」
  - 文化放送系列（『文化放送 TOKYO PRIDE』『文化放送 Focus on TOKYO』テーマソング）
- TSUKEMEN「All For One」「小さな奇跡」
  - J:COMテレビ

第103回全国高等学校野球選手権大会
- なにわ男子「夢わたし」
  - ABC系列（2021ABC夏の高校野球応援ソングとして）
  - テレビ朝日系列『熱闘甲子園』テーマソング

## サブスクリプション解禁
- 1月12日 - アニメ『のんのんびより』関連楽曲
- 1月13日 - 藤あや子
- 1月20日 - 高田みづえ
- 2月4日 - 『SHOW BY ROCK!!』関連楽曲
- 2月7日 - AJICO
- 2月12日 - 澤野弘之アニメ作品サウンドトラック
- 2月14日 - 田中公平アニメ作品楽曲
- 2月17日 - 朝日美穂
- 2月19日 - あらき
- 2月25日 - 高橋良輔監督アニメ作品楽曲
- 3月1日 - 尾崎豊（一部）
- 3月3日 - EL-MALO（10作）
- 3月6日 - 倉木麻衣（アニメ『名探偵コナン』関連楽曲24曲）[192]
- 3月10日 - KAT-TUN（2曲）
- 3月12日 - ももいろクローバーZ（9曲）
- 3月12日 - あらき（14曲）
- 3月21日 - 大瀧詠一
- 3月28日 - CAPSULE（7作）
- 3月30日 - 林原めぐみ（55作）[193]
- 3月31日 - 花澤香菜
- 4月7日 - そらまふうらさか（7曲）[194][注 3]
- 4月7日 - Chappie[195]
- 4月21日 - Nav Katze[196]
- 4月28日 - 小柳ゆき[197]
- 4月29日 - TWO-MIX[198]
- 5月1日 - ミッキー吉野
- 5月15日 - 観月ありさ（9曲）
- 5月21日 - B'z[199]
- 6月1日 - 西野カナ（106曲）[200]
- 6月2日 - 堂本光一（6作）
- 6月8日 - HEY-SMITH
- 6月23日 - ウルトラマンシリーズ
- 6月30日 - GARNET CROW
- 7月1日 - 中村雅俊
- 7月16日 - 嵐（132曲）[201]
- 7月16日 - 菊池桃子、ラ・ムー[202]
- 8月1日 - 郷ひろみ（555曲）[203]
- 8月10日 - Kis-My-Ft2（LINE MUSIC期間限定）
- 8月15日 - アニメ『鎧伝サムライトルーパー』関連楽曲
- 8月16日 - 『ウマ娘 プリティーダービー』関連楽曲
- 8月31日 - アニメ『ゼーガペイン』サウンドトラック
- 9月8日 - LIBRO
- 9月11日 - Plastic Tree（WARNER MUSIC JAPAN所属時代の楽曲）
- 9月15日 - ZARD（全389曲）[204]
- 9月17日 - アニメ『Free!』キャラクターソング
- 9月22日 - SAKEROCK
- 9月22日 - 風[205]
- 9月29日 - 観月ありさ（71曲）
- 10月6日 - GLAY（全453曲）[206]
- 10月8日 - 大野雄二（アニメ『ルパン三世』関連楽曲約1200曲）[207]
- 10月13日 - フルカワミキ
- 10月15日 - To Be Continued（74曲）[208]
- 10月21日 - 知念里奈（81曲）[209]
- 11月5日 - アニメ『蒼穹のファフナー』関連楽曲
- 11月27日 - ワールド・スタンダード
- 12月21日 - 小坂明子（50曲）
- 12月22日 - VALSHE
- 12月29日 - そらる（33曲）

## 主要な賞
| 賞                                      | 受賞作・受賞者 |                            |
| --------------------------------------- | --- | -------------------------- |
| 第64回グラミー賞                        | - 最優秀レコード賞 - - 最優秀アルバム賞 - - 最優秀楽曲賞 - - 最優秀新人賞 - |                            |
| 第63回日本レコード大賞                  | - 日本レコード大賞 - Da-iCE「CITRUS」 - 優秀作品賞 - LiSA「明け星」 - 純烈「君がそばにいるから」 - 乃木坂46「ごめんねFingers crossed」 - NiziU「Take a picture」 - DA PUMP「Dream on the street」 - AKB48「根も葉もRumor」 - 三浦大知「Backwards」 - 氷川きよし「Happy!」 - Awesome City Club「勿忘」 - 最優秀新人賞 - マカロニえんぴつ - 新人賞 - INI、TAEKO、望月琉叶 - 最優秀歌唱賞 - MISIA - 特別賞 - Ado、Bank Band、松本隆、YOASOBI - 日本作曲家協会選奨 - 竹島宏 - 特別国際音楽賞 - BTS - 特別功労賞 - 川口真 - 喜多條忠 - 小林亜星 - 酒井政利 - 坂本スミ子 - ジェリー藤尾 - すぎやまこういち - 鈴木淳 - 寺内タケシ |                            |
| 第54回日本作詩大賞                      | - 大賞 - 幸耕平「君がそばにいるから」（歌唱：純烈） |                            |
| 第39回JASRAC賞                          | - 金賞 - LiSA「紅蓮華」 - 銀賞 - Official髭男dism「Pretender」 - 銅賞 - 米津玄師「Lemon」 - 国際賞 - 高梨康治「NARUTO -ナルト- 疾風伝 BGM」 - 外国作品賞 - 「DAYDREAM BELIEVER」 |                            |
| 第35回日本ゴールドディスク大賞          | - アーティスト・オブ・ザ・イヤー - 邦楽：嵐 - 洋楽：Queen - ベスト・エイジアン・アーティスト - BTS - ベスト・演歌 / 歌謡曲・アーティスト - 氷川きよし - ニュー・アーティスト・オブ・ザ・イヤー - 邦楽：SixTONES - 洋楽：Jawsh 685 - アジア：TOMORROW X TOGETHER - ベスト5ニュー・アーティスト（邦楽） - JO1 - SixTONES - Snow Man - NiziU - YOASOBI - ベスト3ニュー・アーティスト（洋楽） - サーフェシズ - Jawsh 685 - ダベイビー - ベスト3ニュー・アーティスト（アジア） - Stray Kids - TOMORROW X TOGETHER - ベスト・演歌 / 歌謡曲・ニュー・アーティスト - 二見颯一 - アルバム・オブ・ザ・イヤー - 邦楽：米津玄師「STRAY SHEEP」 - 洋楽：レディー・ガガ「クロマティカ」 - アジア：BTS「MAP OF THE SOUL : 7 〜 THE JOURNEY 〜」 - ベスト5アルバム（邦楽） - 嵐「This is 嵐」 - King & Prince「L&」 - King Gnu「CEREMONY」 - すとぷり「Strawberry Prince」 - 米津玄師「STRAY SHEEP」 - ベスト3アルバム（洋楽） - テイラー・スウィフト「フォークロア」 - ポール・マッカートニー「マッカートニーIII」 - レディー・ガガ「クロマティカ」 - ベスト3アルバム（アジア） - SEVENTEEN「24H」 - BTS「MAP OF THE SOUL : 7」 - BTS「MAP OF THE SOUL : 7 〜 THE JOURNEY 〜」 - クラシック・アルバム・オブ・ザ・イヤー - ジョン・ウィリアムズ「ジョン・ウィリアムズ ライヴ・イン・ウィーン」 - ジャズ・アルバム・オブ・ザ・イヤー - MISIA「MISIA SOUL JAZZ BEST 2020」 - インストゥルメンタル・アルバム・オブ・ザ・イヤー - 松本孝弘「Bluesman」 - サウンドトラック・アルバム・オブ・ザ・イヤー - 「FINAL FANTASY VII REMAKE Original Soundtrack」 - アニメーション・アルバム・オブ・ザ・イヤー - V.A「刀剣乱舞-ONLINE- 歌曲集と物語『あなたと 私と』」 - 純邦楽・アルバム・オブ・ザ・イヤー 日本コロムビア吟詠音楽会「2020年度（第56回）日本コロムビア全国吟詠コンクール課題吟 定家葛 日本コロムビア吟詠音楽会」 - 企画・アルバム・オブ・ザ・イヤー - 宮本浩次「ROMANCE」 - シングル・オブ・ザ・イヤー - SixTONES vs Snow Man「Imitation Rain / D.D.」 - Snow Man vs SixTONES「D.D. / Imitation Rain」 - ベスト5シングル - 嵐「カイト」 - AKB48「失恋、ありがとう」 - Snow Man vs SixTONES「D.D. / Imitation Rain」 - Snow Man「KISSIN' MY LIPS / Stories」 - 乃木坂46「しあわせの保護色」 - ミュージック・ビデオ・オブ・ザ・イヤー - 邦楽：嵐「ARASHI Anniversary Tour 5×20」嵐 - 洋楽：ザ・ローリング・ストーンズ「スティール・ホイールズ・ライヴ」 - アジア：BTS「BTS WORLD TOUR 'LOVE YOURSELF: SPEAK YOURSELF' -JAPAN EDITION」 - ベスト3ミュージック・ビデオ - 嵐「ARASHI Anniversary Tour 5×20」 - King & Prince「King & Prince CONCERT TOUR 2019」 - ジャニーズJr.「素顔4」 - ソング・オブ・ザ・イヤー・バイ・ダウンロード - 邦楽：Official髭男dism「I LOVE...」 - 洋楽：The Chainsmokers「Closer（Tokyo Remix）（feat. 新田真剣佑）」 - アジア：BTS「Dynamite」 - ベスト5ソング・バイ・ダウンロード - あいみょん「裸の心」 - Official髭男dism「I LOVE...」 - NiziU「Make you happy」 - 米津玄師「感電」 - LiSA「炎」 - ソング・オブ・ザ・イヤー・バイ・ストリーミング - 邦楽：Official髭男dism「I LOVE...」 - 洋楽：The Chainsmokers「Closer（Tokyo Remix）（feat. 新田真剣佑）」 - アジア：BTS「Dynamite」 - ベスト5ソング・バイ・ストリーミング - あいみょん「裸の心」 - Official髭男dism「I LOVE...」 - NiziU「Make you happy」 - BTS「Dynamite」 - LiSA「炎」 - 特別賞 - 瑛人「香水」、LiSA |                            |
| 第30回芥川作曲賞                        | 桑原ゆう『タイム・アビス 17人の奏者による2群のアンサンブルのための』 |                            |
| 第25回SPACE SHOWER MUSIC AWARDS 2021    | - ARTIST OF THE YEAR - Official髭男dism - VIDEO OF THE YEAR - 米津玄師「感電」（監督：奥山由之） - ALBUM OF THE YEAR - 米津玄師「STRAY SHEEP」 - SONG OF THE YEAR - YOASOBI「夜に駆ける」 - PEOPLE'S CHOICE - BTS - BEST BREAKTHROUGH ARTIST - 藤井風 - BEST SOLO ARTIST - あいみょん - BEST GROUP ARTIST - MAN WITH A MISSION - BEST POP ARTIST - Official髭男dism - BEST ROCK ARTIST - King Gnu - BEST PUNK/LOUD ROCK ARTIST - TRIPLE AXE - BEST ALTERNATIVE ARTIST - ROTH BART BARON - BEST HIP HOP ARTIST - Creepy Nuts - BEST GROOVE ARTIST - TENDRE - BEST INTERNATIONAL ARTIST - BTS - BEST COLLABORATION ARTIST - 菅田将暉 - BEST RESPECT ARTIST - スチャダラパー - BEST NEW VISION - 星野源 - NEW HOPE ARTIST - マカロニえんぴつ - BEST MUSIC FRIENDS - 高橋優 - BEST MOVIE SONG - LiSA「炎」 - BEST CONCEPTUAL LIVE - THE ORAL CIGARETTES - BEST LIVE STREAMING - PUNPEE - BEST CREATIVE TEAM - PERIMETRON - BEST CONCEPTUAL VIDEO - 藤井風「青春病」（監督：山田智和） - BEST CG/ANIMATION VIDEO - chelmico「Easy Breezy」（監督：田向潤） - BEST VIDEO DIRECTOR - 新保拓人 |                            |
| 第20回MTV Video Music Awards Japan 2021 | \| 賞 \| アーティスト・タイトル \| 監督 \| \| ----------------------------------- \| ----------------------------------------- \| -------------------------- \| \| 最優秀邦楽ソロアーティストビデオ賞 \| 星野源「不思議」 \| 林響太朗 \| \| 最優秀洋楽アーティストビデオ賞 \| ビリー・アイリッシュ「Happier Than Ever」 \| ビリー・アイリッシュ \| \| 最優秀邦楽グループビデオ賞 \| Official髭男dism「Cry Baby」 \| 新保拓人 \| \| 最優秀洋楽グループビデオ賞 \| BTS「Butter」 \| Yong Seok Choi [Lumpens] \| \| 最優秀邦楽新人アーティストビデオ賞 \| 櫻坂46「流れ弾」 \| 池田一真 \| \| 最優秀洋楽新人アーティストビデオ賞 \| オリヴィア・ロドリゴ「Drivers License」 \| Matthew Dillon Cohen \| \| 最優秀邦楽コラボレーションビデオ賞 \| millennium parade×Belle「U」 \| MARGT \| \| 最優秀洋楽コラボレーションビデオ賞 \| COLDPLAY×BTS「My Universe」 \| Dave Meyers \| \| 最優秀ロックビデオ賞 \| 緑黄色社会「LITMUS」 \| 林響太朗 \| \| 最優秀オルタナティブビデオ賞 \| ずっと真夜中でいいのに。「暗く黒く」 \| はなぶし \| \| 最優秀ポップビデオ賞 \| milet「Ordinary days」 \| 黒柳勝喜 \| \| 最優秀ヒップホップビデオ賞 \| SKY-HI「To The First」 \| Creative Collective FATIMA \| \| 最優秀ラテンビデオ賞 \| THE RAMPAGE from EXILE TRIBE「HEATWAVE」 \| 久保茂昭 \| \| 最優秀ダンスビデオ賞 \| JO1「REAL」 \| 新宮良平 \| \| 最優秀アートディレクションビデオ賞 \| 日向坂46「ってか」 \| 新宮良平 \| \| 最優秀視覚効果賞 \| Vaundy「しわあわせ」 \| 児玉裕一 \| \| 最優秀撮影賞 \| アイナ・ジ・エンド「金木犀」 \| 林響太朗 \| \| 最優秀振付け賞 \| 三浦大知「Backwards」 \| 須永秀明 \| \| 最優秀アーティスト賞 \| YOASOBI \| \| \| 最優秀楽曲賞 \| 優里「ドライフラワー」 \| \| \| 最優秀アルバム賞 \| Official髭男dism「Editorial」 \| \| \| MTV・ポップ・ザ・ワールド・アワード \| 乃木坂46 \| \| \| ベスト・バズ・アワード \| NiziU \| \| \| ライジング・スター・アワード \| BE：FIRST \| \| \| MTV・ブレイクスルー・ソング \| Ado「うっせぇわ」 \| \| \| デイジー・ベル・アワード \| 柊キライ「ラブカ？」 \| \| |                            |
| 第15回GQ MEN OF THE YEAR                | - ポップ・アイコン・オブ・ザ・イヤー賞 - TOMORROW X TOGETHER - ブレイクスルー・アクター・オブ・ザ・イヤー賞 - 北村匠海 - ブレイクスルー・アーティスト・オブ・ザ・イヤー賞 - LEX - ラップ・アーティスト・オブ・ザ・イヤー賞 - JP THE WAVY |                            |
| 第13回CDショップ大賞                    | - 大賞（赤） - 米津玄師「STRAY SHEEP」 - 大賞（青） - 藤井風「HELP EVER HURT NEVER」 - 入賞 - あいみょん「おいしいパスタがあると聞いて」 - 青葉市子「アダンの風」 - Uru「オリオンブルー」 - オレンジスパイニクラブ「イラつくときはいつだって」 - KALMA「TEEN TEEN TEEN」 - King Gnu「CEREMONY」 - 銀杏BOYZ「ねえみんな大好きだよ」 - Creepy Nuts「かつて天才だった俺たちへ」 - GEZAN「狂（KLUE）」 - Vaundy「strobo」 - 羊文学「POWERS」 - マカロニえんぴつ「hope」 - Mr.Children「SOUNDTRACKS」 - 宮本浩次「宮本、独歩。」 - milet「eyes」 - ヨルシカ「盗作」 - LiSA「LEO-NiNE」 - 浪漫革命「ROMANTIC LOVE」 - 洋楽賞 - ビーバドゥービー「Fake It Flowers」 - ライブ作品賞 - ASIAN KUNG-FU GENERATION、ELLEGARDEN、ストレイテナー「NANA-IRO ELECTRIC TOUR 2019」 - クラシック賞 - 佐藤晴真「The Senses 〜ブラームス作品集〜」 - ジャズ賞 - RINA「RINA」 - 歌謡曲賞 - 朝倉さや「古今唄集〜Future Trax Best〜」 - 北海道ブロック賞 - ズーカラデル「がらんどう」 - 東北ブロック賞 - Cody・Lee（李）「生活のニュース」 - 関東ブロック賞 - オレンジスパイニクラブ「イラつくときはいつだって」 - 甲信越ブロック賞 - SHE'll SLEEP「AWAKE」 - 北陸ブロック賞 - GAME CENTER「さよならサバーバン」 - 東海ブロック賞 - Maki「RINNE」 - 関西ブロック賞 - asmi「bond」 - 中国ブロック賞 - 藤井風「HELP EVER HURT NEVER」 - 四国ブロック賞 - 古墳シスターズ「スチューデント」 - 九州ブロック賞 - yonawo「明日は当然来ないでしょ」 - 沖縄ブロック賞 - キヨサク（MONGOL800） / thea「想うた」 |                            |
| 第11回岩谷時子賞                        | - 岩谷時子賞 - 森山良子 - 岩谷時子・奨励賞 - 木下晴香 - Foundation for Youth - 石川美羽 |                            |
| 第11回MPA賞                             | - スタンダード・ソング賞（JASRAC） - 糸 - スタンダード・ソング賞（NexTone） - チェリー - ヒット・ソング賞（JASRAC） - 炎 - ヒット・ソング賞（NexTone） - うっせぇわ |                            |
| 第10回アイドル楽曲大賞                  | - メジャーアイドル楽曲部門 - 私立恵比寿中学「イヤフォン・ライオット」 - インディーズ/地方アイドル部門 - ばってん少女隊「わたし、恋始めたってよ!」 - アルバム部門 - タイトル未定『青春群像』 - 推し箱部門 - タイトル未定 |                            |
| 第5回NexTone Award                      | - Gold Medal - あいみょん「マリーゴールド」 - Silver Medal - Foorin「パプリカ」 - Bronse Medal - 菅田将暉「まちがいさがし」 - 特別賞 - 矢沢永吉 |                            |
| 令和3年アニソン大賞                     | - 大賞 - 宇多田ヒカル『One Last Kiss』 - 裏大賞 - Various Artists『うまぴょい伝説』 - 作品賞 - fhána『愛のシュプリーム!』 - 作詞賞 - ReoNa『ないない』(作詞:ハヤシケイ・毛蟹) - 作曲賞 - Official髭男dism『Cry Baby』(作曲: 藤原聡) - 編曲賞 - スタァライト九九組『私たちはもう舞台の上』(編曲：佐藤純一(fhána)) - 声優ソング賞 - 麻倉もも『ピンキーフック』 - キャラクターソング賞 - 「私」（悠木碧）『がんばれ!蜘蛛子さんのテーマ』 - アーティストソング賞 - YOASOBI『怪物』 - 新人賞 - 大西亜玖璃『Elder flower』 - 特別賞 - DIALOGUE+ |                            |
| NEWS AWARDS 2020                        | - FACE OF 2020(アイドル・アーティスト) - 瑛人 - アイドル・アーティスト部門ノミネート - BTS、LiSA、NiziU、SixTONES、Snow man、YOASOBI、北村匠海、星野源 |                            |
| VTuber楽曲大賞2021                      | - 楽曲部門1位 - コントレイル / 葛葉 - MV部門1位 - コントレイル / 葛葉 |                            |
| 賞                                      | アーティスト・タイトル | 監督                       |
| 最優秀邦楽ソロアーティストビデオ賞      | 星野源「不思議」 | 林響太朗                   |
| 最優秀洋楽アーティストビデオ賞          | ビリー・アイリッシュ「Happier Than Ever」 | ビリー・アイリッシュ       |
| 最優秀邦楽グループビデオ賞              | Official髭男dism「Cry Baby」 | 新保拓人                   |
| 最優秀洋楽グループビデオ賞              | BTS「Butter」 | Yong Seok Choi [Lumpens]   |
| 最優秀邦楽新人アーティストビデオ賞      | 櫻坂46「流れ弾」 | 池田一真                   |
| 最優秀洋楽新人アーティストビデオ賞      | オリヴィア・ロドリゴ「Drivers License」 | Matthew Dillon Cohen       |
| 最優秀邦楽コラボレーションビデオ賞      | millennium parade×Belle「U」 | MARGT                      |
| 最優秀洋楽コラボレーションビデオ賞      | COLDPLAY×BTS「My Universe」 | Dave Meyers                |
| 最優秀ロックビデオ賞                    | 緑黄色社会「LITMUS」 | 林響太朗                   |
| 最優秀オルタナティブビデオ賞            | ずっと真夜中でいいのに。「暗く黒く」 | はなぶし                   |
| 最優秀ポップビデオ賞                    | milet「Ordinary days」 | 黒柳勝喜                   |
| 最優秀ヒップホップビデオ賞              | SKY-HI「To The First」 | Creative Collective FATIMA |
| 最優秀ラテンビデオ賞                    | THE RAMPAGE from EXILE TRIBE「HEATWAVE」 | 久保茂昭                   |
| 最優秀ダンスビデオ賞                    | JO1「REAL」 | 新宮良平                   |
| 最優秀アートディレクションビデオ賞      | 日向坂46「ってか」 | 新宮良平                   |
| 最優秀視覚効果賞                        | Vaundy「しわあわせ」 | 児玉裕一                   |
| 最優秀撮影賞                            | アイナ・ジ・エンド「金木犀」 | 林響太朗                   |
| 最優秀振付け賞                          | 三浦大知「Backwards」 | 須永秀明                   |
| 最優秀アーティスト賞                    | YOASOBI |                            |
| 最優秀楽曲賞                            | 優里「ドライフラワー」 |                            |
| 最優秀アルバム賞                        | Official髭男dism「Editorial」 |                            |
| MTV・ポップ・ザ・ワールド・アワード     | 乃木坂46 |                            |
| ベスト・バズ・アワード                  | NiziU |                            |
| ライジング・スター・アワード            | BE：FIRST |                            |
| MTV・ブレイクスルー・ソング             | Ado「うっせぇわ」 |                            |
| デイジー・ベル・アワード                | 柊キライ「ラブカ？」 |                            |

## メジャーデビュー

### 1月
- 1月1日 - 瑛人「すっからかん」(CDデビュー)[213][214]
- 1月6日 - YOASOBI「THE BOOK」(CDデビュー)[215]
- 1月6日 - Ayase「MIKUNOYOASOBI」
- 1月11日 - mzsrz「夜明け」
- 1月13日 - 佐久間貴生「Chase the core」
- 1月13日 - THREE1989「THE BEST THREE1989 -Don't Foreget Dancing-」
- 1月13日 - 7ORDER「ONE」
- 1月13日 - BARAKA「MAVERICK」
- 1月13日 - BMK「モンスターフライト」
- 1月20日 - 岡野昭仁「光あれ」(ソロデビュー)
- 1月20日 - さんひ「アルコール、アンコール。」
- 1月20日 - 森内寛樹「Sing;est」(ソロデビュー)[216]
- 1月20日 - 芝崎典子「Follow my heart」
- 1月20日 - Broken my toybox「Hello Halo -ReLight-」
- 1月25日 - 言霊少女プロジェクト「M.A.D.W.」
- 1月27日 - all at once「JUST BELIEVE YOU」(CDデビュー)
- 1月27日 - 崎山蒼志「find fuse in youth」[217]
- 1月27日 - 粗品 「ビームが撃てたらいいのに」「ぷっすんきゅう」「希う」「最高に頭が悪い曲」「サンパチスター」「#みどりの唄」「童貞が作ったラブソング」「ほうけいのうた（粗品×ゆゆうた）」「Hinekure」（9作同時発売）
- 1月27日 - よみぃ「よみぃ×太鼓の達人 ピアノコレクション (おに)」
- 1月27日 - reGretGirl「カーテンコール」[218]
- 1月27日 - Little Parade「止まらない風ぐるま」
- 1月27日 - る鹿「空洞です」
- 1月27日 - UPSTART「才能」[注 4]

### 2月
- 2月3日 - K:ream「asymmetry」
- 2月3日 - JOGO「AWAKENING」
- 2月3日 - ツミキ「SAKKAC CRAFT」
- 2月3日 - MAISONdes「Hello/Hello feat.yama&泣き虫」
- 2月5日 - Mizki「Crazy For You」
- 2月5日 - Myuk「魔法」
- 2月10日 - 有栖川レイカ「ファビュラスTOKYO」
- 2月10日 - SHOCK EYE from 鎧武乃風「You are the HERO」（ソロデビュー）
- 2月10日 - 泣き虫☔︎「rendez-vous」
- 2月10日 - PARED「Message 〜ツナガレイノチ〜」
- 2月10日 - yama「麻痺」(CDデビュー)
- 2月15日 - サニーピース「SUNNY PEACE HARMONY」
- 2月16日 - 応援少女「カラフルガール」
- 2月17日 - あれくん「ホワイトノイズ feat.有彩」
- 2月18日 - 円神-エンジン-「Say Your Name/ENJIN」(CDデビュー)
- 2月19日 - からあげ姉妹「1・2・3」(配信デビュー)
- 2月19日 - SANA from TWICE「卒業」(配信デビュー)
- 2月22日 - ファーストサマーウイカ「カメレオン」（ソロデビュー）
- 2月24日 - 大森元貴「French」(ソロデビュー)[219]
- 2月24日 - スベカラク櫂「スベカラク マツリ」
- 2月24日 - 高野麻里佳「夢みたい、でも夢じゃない」
- 2月24日 - 牧島輝「かくれんぼっち」
- 2月24日 - MAKE OWN LIFE「Aquarium」

### 3月
- 3月3日 - 梅田サイファー「Highway Lights feat.ふぁんく,peko,KennyDoes,テークエム,KZ&コーラ」（配信デビュー）
- 3月3日 - 大西亜玖璃「本日は晴天なり」
- 3月3日 - 門脇更紗「トリハダ」
- 3月3日 - 星菜日向夏「ジンセイ Just do it!!! 表明」（ソロデビュー）
- 3月3日 - ユリイ・カノン「人間劇場」
- 3月5日 - Kroi「Streaming Live "VOMIT"」
- 3月5日 - SPiCYSOL「ONLY ONE」(配信デビュー)
- 3月10日 - アネモネリア「巣立ちの歌/Life is サイダー」
- 3月10日 - harmoe（岩田陽葵・小泉萌香）「きまぐれチクタック」
- 3月10日 - 堀内まり菜「ナノ・ストーリー」[220](ソロデビュー)
- 3月10日 - 優里「インフィニティ」(CDデビュー)
- 3月17日 - 月のテンペスト「Daytime Moon」
- 3月17日 - yukaDD(;´∀`)「21x21」(CDデビュー)
- 3月22日 - Smewthie「bitter sweet darling」
- 3月24日 - WON「日記」[221]
- 3月24日 - BIN「COLONY」
- 3月24日 - Myuk「魔法」(CDデビュー)
- 3月27日 - スモール3（出川哲朗・田中裕二・岡村隆史） with 松任谷由実「きみのためにSuperman」
- 3月31日 - 十五少女「逃避行」

### 4月
- 4月1日 - cluppo「PEACE&LOVE」[222]
- 4月1日 - さっぴ&ぴっぴ「マジウゲランニャマ〜(フルバージョン)」
- 4月6日 - 高橋李依「U撃つ」
- 4月7日 - Liella!「始まりは君の空」
- 4月7日 - 愛美「ReSTARTING!!」[223][224](再デビュー)
- 4月7日 - スカートとPUNPEE「ODDTAXI」
- 4月7日 - SPiCYSOL「ONE-EP」(CDデビュー)
- 4月7日 - 高橋玄「あるばむ おさるのうた」
- 4月7日 - TENDRE「PIECE」
- 4月7日 - にしな「odds and ends」
- 4月7日 - ≠ME「超特急 ≠ME行き」
- 4月7日 - Mizki「Bet on me」(CDデビュー)
- 4月7日 - YONA YONA WEEKENDERS「いい夢」
- 4月13日 - アンアルカ。「aQtor」
- 4月14日 - 4s4ki「FAIRYTALE feat. Zheani」[225]
- 4月14日 - 近藤玲奈「桜舞い散る夜に」
- 4月14日 - STUTS&松たか子「Presence I feat.KID FRESINO [with 3exes]」
- 4月14日 - DEAR KISS「ダンスはキスのように、キスはダンスのように」[226]
- 4月14日 - Love Harmony's, Inc.「I Believe」（配信デビュー）
- 4月21日 - 梅田サイファー「ビッグジャンボジェット」（CDデビュー）
- 4月21日 - 江口拓也「EGUISM」
- 4月21日 - eijun「あいしてぬ feat.さかな」（ソロデビュー）
- 4月23日 - KAN&秦基博「カサナルキセキ」
- 4月23日 - WARPs UP「Prep.20/21SS -Chapter RLSM-」
- 4月24日 - 謎の魚[注 5]「ナゾノサカナ」[227]
- 4月26日 - fuzzy knot「こころさがし」（配信デビュー）
- 4月29日 - Pii「カキツバタ」[228]
- 4月28日 - オカモトショウ「CULTICA」（ソロデビュー）
- 4月28日 - くまモンダンス部「LOVE LOVEくまモン〜happy rap〜」
- 4月28日 - STUPID GUYS「汚れた愛」
- 4月28日 - FantasticYouth「BlueGuns」
- 4月28日 - ◤◢◤Veranda◢◤◢◤◢◤◢◤◢「Darakutodance (produced by Mariko Handa)」

### 5月
- 5月10日 - 竹中雄大「シノビーのうた」（ソロデビュー）
- 5月12日 - 清水理子「あなたへ」（ソロデビュー）[229]
- 5月12日 - Homecomings「Moving Days」[230][231]
- 5月12日 - ｜La nuit｜「旗幟鮮明」
- 5月14日 - 羽生まゐご「オノマトペ (feat.りりあ。)」
- 5月18日 - YURiMental「Love♡Virus」
- 5月19日 - Anna「枝垂桜」
- 5月19日 - 河井ゆずる「Sha-kedo〜愛されるよりアインシュタイン〜」
- 5月19日 - Night Tempo「Night Tempo presents ザ・昭和アイドル・グルーヴ」
- 5月26日 - アクアノート「愛だよね!?」
- 5月26日 - 稲垣来泉「イメージの詩」
- 5月26日 - Ever!BE迷わないっっ!!「#えびまよっっ」
- 5月26日 - 川崎鷹也「I believe in you」
- 5月26日 - 木原瑠生「お願い神様」（ソロデビュー）
- 5月26日 - さとうもか「Love Buds」[232]
- 5月26日 - SOMETIME'S「Slow Dance EP」
- 5月26日 - honoka（ソロデビュー）
- 5月26日 - 村方乃々佳「ののちゃん 2さい こどもうた」 [注 6][233]
- 5月26日 - 森中花咲「下剋上」
- 5月26日 - 森中花咲 meets ▽▲TRiNITY▲▽「キズナ・レール」
- 5月26日 - 諭吉佳作/men「からだポータブル」「放るアソート」
- 5月26日 - Rainych「真夜中のドア〜Stay With Me〜/BLIND CURVE」
- 5月31日 - ACAね,Rin音,Yaffle「Character」

### 6月
- 6月2日 - suis from ヨルシカ「少年時代 (あの夏のルカver.)」
- 6月5日 - 寺島圭亮「恋が終わった日」「ガラスの靴」
- 6月9日 - 山下大輝「hear me?」
- 6月16日 - あらき「UNKNOWN PARADOX」
- 6月16日 - IGLOOVY「サック」
- 6月16日 - ダニーボーイズ（湯原昌幸・南部なおと）「涙のサイドウォーク」
- 6月16日 - toku「bouquet」（ソロデビュー）[234]
- 6月16日 - TRD「TRD」
- 6月16日 - 変態紳士クラブ「ZURUMUKE」（CDデビュー）
- 6月16日 - YuNi「eternal journey」（CDデビュー）
- 6月21日 - 譜久村聖「エキストラ」（ソロデビュー）
- 6月23日 - iScream「Maybe...YES EP」[235]
- 6月23日 - Outer「Rebellious Easter」
- 6月23日 - ILLUSION FORCE「ILLUSION PARADISE」
- 6月23日 - Kroi「LENS」
- 6月23日 - STUTS&松たか子「Presence」（CDデビュー）
- 6月23日 - 高橋李依「透明な付箋」（CDデビュー）
- 6月23日 - mihoro*「love is alive」
- 6月27日 - バックドロップターメリックs[注 7][236]
- 6月30日 - 小野田龍之介「FROM NOW ON 〜20th Anniversary Concert〜」
- 6月30日 - Nona Diamonds「はじまりの唄」
- 6月30日 - 春野「Angels」
- 6月30日 - peer clover「再出発」
- 6月30日 - fuzzy knot「fuzzy knot」（CDデビュー）[237]

### 7月
- 7月1日 - KANATSU「Prayer」
- 7月2日 - Little Black Dress「夏だらけのグライダー」[238]
- 7月2日 - Shurkn Pap「NEW ERA」
- 7月7日 - 4s4ki「Castle in Madness」（CDデビュー）
- 7月7日 - Alisa「BOUNDARIES -SET A-」
- 7月7日 - Elle Teresa「Bby girlll」
- 7月7日 - 手越祐也「シナモン」（ソロデビュー）
- 7月7日 - Nina77「風去る時に」
- 7月7日 - The Brow Beat「ハレヴタイ」
- 7月7日 - まりなす「SUPERNOVA」
- 7月9日 - ミテイノハナシ「夜を越える足音」[239]
- 7月14日 - TAKU INOUE & 星街すいせい「3時12分」
- 7月16日 - なかねかな「モテすぎて草、誘ってて森」
- 7月19日 - Colorful [AI、秦 基博、Little Glee Monster、三浦大知、Perfume、テミン(SHINee)、MIYAVI、Nasty C、Sabrina Carpenter、Ayumu Imazu、Blue Vintage、Mizki、さなり、佐藤竹善 (Sing Like Talking)]「Colorful」
- 7月19日 - 三浦風雅「Start」
- 7月21日 - et-アンド-「#tokyo」
- 7月21日 - 田中雄士「遅咲きのヒーロー」
- 7月21日 - 山田健登「花」（ソロデビュー）
- 7月21日 - ヨネミツミサト&THE MERRY CHORUS「From My Soul」
- 7月23日 - MeiMei「FLOWER BOMB〜花炸弾〜」
- 7月26日 - Lanndo feat. Eve, suis (from ヨルシカ)「宇宙の季節」
- 7月28日 - Chinozo「ショットガン・ナウル」
- 7月28日 - 長谷川愛「Loved One」
- 7月28日 - 松川ジェット「彼女の出来事」
- 7月30日 - Q-MHz feat. 鈴華ゆう子「Dark spiral journey」

### 8月
- 8月4日 - 帝国プリンスキングダム〜ぷりだむ〜「「心略」〜Fascinate your heart〜」
- 8月4日 - 15才と大森靖子「負けイベ実況プレイ」
- 8月4日 - MOSHIMO「化かし愛」（再デビュー[注 8]）[240]
- 8月4日 - Rocket Punch（日本デビュー）[241]
- 8月6日 - うらたぬき「恋のMAGIC/SWEETS DATE」（ソロデビュー）
- 8月13日 - Ayumu Imazu「Juice」
- 8月13日 - NOMELON NOLEMON「INAZMA」
- 8月18日 - 鈴木真海子「ms」（ソロデビュー）
- 8月18日 - Zun-Doco Machine「恐怖のズンドコ改革」
- 8月18日 - 高城れに「れにちゃんWORLD」（ソロデビュー）
- 8月19日 - すゑひろがりず「雅-MIYABI-」
- 8月25日 - AAAMYYY「Annihilation」
- 8月25日 - あれくん「呼吸」
- 8月25日 - SOMETIME'S「CIRCLE&CIRCUS」（CDデビュー）
- 8月25日 - DURDN「イカしてる」
- 8月25日 - 十束おとは「捕まえて So To Heart」
- 8月25日 - NonSugar（田中美海、大森日雅、山下七海）「Tasting NonSugar」
- 8月25日 - 松下洸平「つよがり」[242]
- 8月25日 - 松本千夏「歌って」[243]
- 8月25日 - 室田瑞希「G.T.B」（ソロデビュー）
- 8月25日 - mona(夏川椎菜) feat. HoneyWorks「#名前だけでも覚えてって下さい」
- 8月26日 - 泉ノ波あみ「ちぐはぐ」
- 8月31日 - くじら「悪者」

### 9月
- 9月1日 - さぐぱん「夏は過ぎ去って」
- 9月1日 - TAEKO「Queen Bee」
- 9月1日 - NEE「NEE」[244]
- 9月1日 - The Burning Deadwoods「Turn Me On feat.kiki vivi lily」
- 9月1日 - ハコニワリリィ「コガネゾラ」
- 9月1日 - yama「the meaning of life」（CDデビュー）
- 9月6日 - 風歌「小学17年生」
- 9月8日 - LMYK「0(zero)」
- 9月8日 - C2機関"1MYB"「1MYB」
- 9月8日 - SHIMA「After the World Ends」
- 9月8日 - CHOPSTICKS「箸やすめ〜青春・卒業・恋 シャイニー&ハーモニー」
- 9月8日 - Hakubi「era」（CDデビュー）[245]
- 9月13日 - SHISE「フロアサイド」
- 9月15日 - 岩田剛典「korekara」（ソロデビュー）[246]
- 9月15日 - 岡咲美保「ハピネス」
- 9月17日 - Neibiss「Sample Preface」
- 9月22日 - 愛/Ai「君にAi Dai」[247]
- 9月22日 - Fun!Fun!Fun! 〜夢∞〜
- 9月22日 - ao「Tag」
- 9月22日 - WATWING「Take off,」
- 9月22日 - Nagie Lane「Interview」
- 9月26日 - meiyo「なにやってもうまくいかない」
- 9月29日 - あれくん「呼吸」
- 9月29日 - お目出たズ「メジャーデビュー曲」[248]
- 9月29日 - 黒猫同盟(小泉今日子×上田ケンジ)「Un chat noir」（CDデビュー）
- 9月29日 - 森大翔「日日」
- 9月29日 - Uniolla「A perfect day」

### 10月
- 10月1日 - 荒井麻珠「Always」
- 10月6日 - くじら「悪者」（CDデビュー）
- 10月6日 - 友成空「ないものねだり」
- 10月6日 - 永塚拓馬「dance with me」
- 10月6日 - NACHERRY「フォーチュンテラー」
- 10月13日 - DEEP SQUAD「変わりゆくもの変わらないもの」（CDデビュー）
- 10月20日 - オレンジスパイニクラブ「アンメジャラブル」
- 10月20日 - 田端実和「voice」
- 10月20日 - YABI×YABI「パリロンドン」
- 10月22日 - ENVii GABRIELLA「Moratorium」[249]
- 10月27日 - Siip「Siip」
- 10月27日 - SKYE「SKYE」
- 10月27日 - Dizzy Sunfist「DIZZYLAND -To Infinity and Beyond-」
- 10月27日 - Half time Old「ステレオアーモンド」
- 10月27日 - He&She「キミのために(He said)」
- 10月27日 - FreeKie「We are “FreeK”」
- 10月27日 - ミライアカリ「未来」
- 10月29日 - 矢部浩之「スタンドバイミー」
- 10月29日 - RoundV「名無しの勇者」
- 10月30日 - 吉乃「百倍返し」

### 11月
- 11月1日 - 三阪咲「I am ME」
- 11月3日 - INI「A」
- 11月3日 - 青虫「103号」
- 11月3日 - 歩く人「染まるよ feat.HANA」
- 11月3日 - 小林右京「顔が良いやつは音楽をやるな」[250]
- 11月3日 - ZIPANG OPERA「ZERO」
- 11月3日 - BE:FIRST「Gifted.」[70]
- 11月3日 - YONA YONA WEEKENDERS「YONA YONA WEEKENDERS」（CDデビュー）
- 11月4日 - Peach&Apricot「Watching Over You
- 11月6日 - 甲田まひる「California」[251]
- 11月8日 - ELAIZA「失楽園」
- 11月8日 - こはならむ「迷えるヒツジ」
- 11月10日 - Klang Ruler「ビビデバビビ feat.RIN音」
- 11月10日 - 49(藤木直人×シライシ紗トリ)「49」
- 11月12日 - なにわ男子「初心LOVE」[252][253]
- 11月12日 - 美炎-BIEN-(長田庄平・松尾駿・向井慧・菅良太郎)「鼻吹雪」「鼻水木」
- 11月15日 - 樺澤まどか「卑屈の歌」
- 11月17日 - Omoinotake「EVERBLUE」[254]
- 11月17日 - シンデレラ宣言!「シンデレラ宣言! / 朝顔シャングリラ / はにかみサンセット」[255][256]
- 11月17日 - ズマ「MUSASHI」
- 11月17日 - ビリケンブラザーズ「Trippin' Orchestra」
- 11月17日 - Blank Paper「enemy」
- 11月17日 - ほんわかかな「人と旅と笑顔、想い出アルバム」
- 11月19日 - ROF-MAO「New street, New world」
- 11月22日 - ゆるミュージックほぼオールスターズ「るるる生きる」
- 11月24日 - et-アンド-「toi et moi」（CDデビュー）
- 11月24日 - シズクノメ「ハイ」
- 11月24日 - ソウルズ「feel」[257]
- 11月24日 - 卓真「軍艦少年」
- 11月24日 - Chilli Beans.「アンドロン」
- 11月24日 - ニト。「綺麗で痛い - From ヨムオト feat.邑玲」
- 11月24日 - Penthouse「Living Room」
- 11月24日 - M!LK「Ribbon」
- 11月24日 - Uniolla「Uniolla」（CDデビュー）
- 11月24日 - ロク from PhatSlimNevaeh「声」
- 11月26日 - Grace Aimi「If」
- 11月26日 - RICCA「みぎがわ」[258]
- 11月24日 - minan from lyrical school「ttyl」（ソロデビュー）

### 12月
- 12月1日 - アツキタケトモ「Family」
- 12月1日 - ichigo from 岸田教団&THE明星ロケッツ「STONE OCEAN」（ソロデビュー）
- 12月1日 - 鈴木杏奈「Dreaming Sound」
- 12月1日 - 竹内唯人「XX」
- 12月1日 - まっきーとけんた（荒牧慶彦・水江建太）「Calling…」
- 12月8日 - 尾上松也「RED」
- 12月8日 - ヘッドフォンの中の世界「僕の生きがい」
- 12月8日 - dreamBoat「夢限大セイリング」
- 12月10日 - 佐藤浩市「役者唄 60 ALIVE」
- 12月15日 - ACTORS☆LEAGUE「ACTORS☆LEAGUE 2021」
- 12月15日 - cat march「good/dreamer」
- 12月15日 - 天使うと「UTOPIA」
- 12月15日 - 友希「No more」
- 12月15日 - Novel Core「A GREAT FOOL」（CDデビュー）
- 12月15日 - Mr.ふぉるて「エンジェルラダー」
- 12月17日 - Runaar「冒険者のイントロ」
- 12月18日 - 八木海莉「Ripe Aster」
- 12月19日 - imase「Have a nice day」[259]
- 12月22日 - anzu「YOLU」[260]
- 12月22日 - うじたまい「不幸せ」
- 12月22日 - Taku Inoue「ALIENS」
- 12月22日 - 手越祐也「NEW FRONTIER」（CDデビュー）
- 12月22日 - 並木良和「愛こそはすべて〜Love Spreads All Over The World〜」
- 12月22日 - HANSUKE「胸キュン BIKE」
- 12月22日 - Hilarious「月光」
- 12月22日 - PhatSlimNevaeh「なんだかもう泣けてきて」
- 12月22日 - 矢部浩之「スタンドバイミー」（CDデビュー）
- 12月31日 - 本間ひまわり「Sun! Sun! Sunflower」[261]

## 結成

### アイドル・ガールズグループ・ボーイバンド
- INI
- ISPY
- ICHILLIN'
- IVE
- I'mew（あいみゅう）
- UP ROAD BOYS
- あぴゅるむ
- 雨模様のソラリス
- et-アンド-
- innes
- EPEX
- INTO1
- 衛星とカラテア
- ASP
- Xdinary Heroes
- OCTPATH
- OCHA NORMA
- OMEGA X
- 歌舞完蛋
- カオスピピス
- かすみ草とステラ
- きのホ。
- Give&Give
- 逆襲モンスター
- きゅるりんってしてみて
- Kep1er
- THE ORCHESTRA TOKYO
- THE SUPER FRUIT
- Ciipher
- Sunny Passion
- sherbetNEO
- JUST B
- JamsCollection
- しろもん
- STAiNY
- Strawberry Girls
- 7m!n
- たいやき たべたの なんで?
- TAN
- Chick-flick
- チャペの泉 from でんぱ組.inc
- twinpale
- T1419
- TRENDZ
- 7+ME Link
- のらりくらり
- bugAboo
- はちみつBLACK
- BOP
- BE:FIRST
- PIXY
- 翡翠キセキ
- Beauty Box
- Billlie
- fishbowl
- BLITZERS
- PureGi
- ふる〜つぽんち。
- HOT ISSUE
- HO6LA
- My Best Friend
- まかろんぱぁてぃ
- MAPA
- MilkShake
- MIRAE
- めいどいん!
- LIGHTSUM
- LOVE CCiNO
- リミテッドカンパニー
- re-mito
- Lila Gray
- wqwq
- ワンスアチャンス

### バンド・音楽グループ・音楽ユニット
- ASH DA HERO
- wachowski
- Killer Beach
- ＃コロッケそば
- 3470.mon
- JIGDRESS
- 新東京
- THE SPELLBOUND
- ソフトボイルド
- DOILii
- Nagakumo
- NACHERRY
- NOMELON NOLEMON
- harmoe
- ヒーラーガールズ
- fuzzy knot
- PhatSlimNevaeh
- FUSION
- マリオネット
- mzsrz
- ミドリーズ
- Youplus
- ろくようび
- ロッソ・ビ・アンコ
- ONE HUNDRED LIMINAL

## 活動再開・再結成
- 1月21日 - M-AGE[262]
- 1月28日 - 浦田直也（元AAA）
- 2月3日 - 古川本舗
- 3月11日 - FUNKY MONKEY BABYS（TBSテレビ系列『音楽の日』で一夜限りの再結成。同月16日に本格的に活動再開）[263]
- 3月23日 - 愛内里菜[264]
- 4月11日 - 加山雄三[265]
- 4月12日 - hiroko（mihimaru GT）[266]
- 4月15日 - 空想委員会[267]
- 4月17日 - 椿屋四重奏（一日限定）[268]
- 4月18日 - 谷口鮪（KANA-BOON）[269]
- 4月25日 - 新山詩織[270]
- 5月12日 - DEEP[271]
- 5月21日 - RYTHEM[272]
- 5月23日 - NILKLY[273]
- 5月26日 - AJICO（ARABAKI ROCK FEST.で再始動する予定だったが、延期）[274]
- 6月23日 - To Be Continued[275]
- 6月25日 - 神聖フレラモ
- 6月28日 - 芹奈（Little Glee Monster）
- 6月29日 - NIRGILIS[276]
- 7月9日 - FreeTEMPO[277]
- 7月15日 - 柏木由紀[278]
- 7月16日 - 安本彩花（私立恵比寿中学）
- 8月4日 - 鞘師里保（音楽活動）[279]。
- 8月22日 - WHY@DOLL（一日限定）[280]
- 9月6日 - 槇原敬之[80]
- 10月1日 - 小室哲哉・TM NETWORK[281][282]

## 活動休止・解散・引退予定

### 活動休止
- 1月末 - WILL-O'（現体制での活動終了）
- 2月3日 - 春名真依（たこやきレインボー）自粛（ - 3月6日）
- 2月3日 - Suchmos[283]
- 2月14日 - 死んじゃうじゃんか
- 2月17日（公表日） - 東原力哉（ナニワエキスプレス）[284]
- 3月1日 - 虹のファンタジスタ[285]
- 3月2日 - 伍代夏子（歌手活動一時休止）[286]
- 3月12日 - 宇佐元恭一[287]
- 3月31日 - Normcore Boyz
- 4月5日 - 石田千穂（STU48）[288]
- 4月24日 - 木村真也（WANDS）[289]
- 4月26日 - 鈴木優香（AKB48）[290]
- 5月5日 - 磯村貴宏（Rhythmic Toy World）※事実上の脱退[291]
- 5月9日 - Halo at 四畳半
- 5月14日 - ALI（メンバーの不祥事により無期限の活動休止、 - 11月18日）[292][293]
- 6月4日 - アイナスター（WAgg）[294]
- 6月8日 - 柏木由紀[295]（ - 7月14日）[296]
- 6月26日 - 小坂菜緒（日向坂46）[297]
- 7月4日 - テスラは泣かない。[298]
- 7月22日 - 空きっ腹に酒[299]
- 8月4日 - LiSA[300]（ - 8月28日）[301]
- 8月5日 - 高槻かなこ（ - 11月1日）
- 8月17日 - LOVEBITES
- 8月27日 - 青木和義（T-BOLAN）[302]
- 9月7日 - GACKT[303]
- 9月9日 - 小林由依（櫻坂46）[304]
- 9月16日 - 河内REDS
- 9月17日 - 桑原彰（RADWIMPS）[305]
- 9月17日 - hy4_4yh[306]
- 9月19日 - 黒崎真音[注 9][307]
- 9月19日（判明日） - 佐賀龍彦（LE VELVETS）[308]
- 9月24日 - Attractions
- 9月26日 - 東京パフォーマンスドール[309]
- 9月26日 - 柏木ひなた（私立恵比寿中学）（ - 12月27日）
- 10月1日 - エマーソン北村（THEATRE BROOK）
- 10月4日 - 長岡智顕（思い出野郎Aチーム）
- 10月9日 - 金城碧海（JO1）[310]
- 10月10日 - Drop's
- 10月22日 - ナルハワールド（GO TO THE BEDS）
- 11月1日 - かりゆし58[311]
- 11月10日 - 歌広場淳（ゴールデンボンバー）[102]
- 11月15日 - 南端まいな
- 11月24日 - THE PINBALLS
- 11月26日 - 山本彩[312]
- 11月27日 - カワクボタクロウ（キュウソネコカミ）
- 11月30日 - スクランブルガム[313]
- 12月1日 - 錯乱前戦
- 12月1日 - BENNIE K[314]
- 12月16日 - 九条武政（己龍）[315]
- 12月22日 - PEDRO[316]
- 12月30日 - SILENT SIREN[317]
- 12月31日 - lynch.[318]
- 年内 - AAA、與真司郎（2020年末→延期）、茅原実里（歌手活動のみ休止、声優活動は継続）[319]

### 解散
- 1月2日 - ゆくえしれずつれづれ[320]
- 1月10日 - CY8ER[321]
- 1月23日 - ポポロコネクト
- 1月30日 - マザー
- 2月22日 - ダフト・パンク[322]
- 2月27日 - 10神ACTOR
- 3月27日 - 青春高校3年C組
- 3月31日 - Re:Complex[323]、A応P[324]
- 4月2日 - DC/PRG
- 4月18日 - グーグールル[325]
- 4月29日 - IZ*ONE[326][327]
- 5月1日 - 九星隊[328]
- 5月22日 - GFRIEND[329][330]
- 5月28日 - 赤い公園[331][332]
- 5月30日 - Maison book girl[333]
- 5月31日 - RAMMELLS[334]
- 6月14日 - ReVision of Sence[335]
- 6月15日 - 君の隣のラジかるん[336]
- 6月19日 - あゆみくりかまき[337][338]
- 6月20日 - DESURABBITS
- 6月25日 - ONEPIXCEL[339]
- 6月29日 - かみやど[340]
- 6月30日 - PINK CRES.[341]
- 7月4日 - HER NAME IN BLOOD[342]
- 7月28日 - Amelie[343]
- 7月31日 - Cellchrome[344]
- 7月31日 - たこやきレインボー
- 8月7日 - テジナ[345]
- 8月29日 - FAITH[346]
- 8月31日 - さくら学院[347]
- 9月4日 - 最高じぇねれーしょん
- 9月18日 - MASH BROWN[348]
- 9月19日 - minus(-)
- 9月23日 - 全力少女R
- 9月27日 - Foorin[349]
- 9月30日 - IRONBUNNY[350]
- 10月8日 - LAID BACK OCEAN
- 10月17日 - Awww!
- 11月1日 - V6[351]
- 12月23日 - ザ・コインロッカーズ[352]
- 12月27日（発表日） - OLDCODEX[353]
- 12月28日 - SUNNY CAR WASH
- 12月31日 - bjons[354]
- 12月31日 - Apeace
- 12月31日 - キイチビール&ザ・ホーリーティッツ

### 引退
- 1月9日 - ピンキーポップヘップバーン
- 2月28日 - 徳永千奈美（Berryz工房）[355]
- 3月3日 - 山本彩加（NMB48）
- 3月31日 - 星野蒼良（ばってん少女隊）
- 3月31日 - 阿部周平（MAG!C☆PRINCE）[356]
- 3月31日 - 山田菜々（元NMB48）[357]
- 4月13日 - 河西里音[358]
- 4月29日 - KOTO
- 4月30日 - DAICHI（DA PUMP）[34]
- 5月1日 - 中村昌樹（九星隊）[328]
- 5月31日 - 斉藤優里（元乃木坂46）[359]
- 5月31日 - 小西麗菜、坂中楓（小野小町）[360]
- 9月4日 - 大園桃子（乃木坂46）[361]
- 11月末 - 清水佐紀（Berryz工房）[362]
- 12月12日 - 寺田蘭世（乃木坂46）

### 脱退（卒業）
- 1月26日 - 崎乃奏音（CYNHN）
- 1月27日 - 寺岡呼人（JUN SKY WALKER(S)）[363]
- 2月8日 - 香椎かてぃ（ZOC）
- 2月12日 - 高木紗友希（Juice=Juice）[364]
- 2月16日 - 成瀬瑛美（でんぱ組.inc）[365]
- 2月18日 - 立花彩夏（夢みるアドレセンス）
- 2月23日 - 白川さやか（RAY）
- 2月27日 - 三浦詩音（Azami）
- 2月27日 - 富沢恵莉、中島優衣 （ピュアリーモンスター）
- 2月28日 - 帆風千春（22/7）
- 2月28日 - 木村美咲（ラストアイドル）
- 3月3日 - 山本彩加（NMB48）
- 3月5日 - ファンファン（くるり）[366]
- 3月6日 - 佐竹のん乃（=LOVE）
- 3月14日 - 阿部周平（MAG!C☆PRINCE）[356]
- 3月14日 - 松平璃子（櫻坂46）
- 3月17日 - 本村拓磨（Gateballers）
- 3月18日 - 水春（ukka）[367]
- 3月21日 - 庄村聡泰（［Alexandros］）2020年5月→2020年夏→2021年1月20日→延期
- 3月23日 - 山本莉唯（虹のコンキスタドール）
- 3月24日 - 愛刃健水（風男塾）[368]
- 3月26日 - 長谷川百々花（AKB48）[369]
- 3月28日 - 堀未央奈（乃木坂46）[370][371]
- 3月28日 - 星野蒼良（ばってん少女隊）
- 3月28日 - YU-KA、AO、P→★（TEMPURA KIDZ）
- 3月28日 - Yohei（Castaway）[372]
- 3月28日 - HANAMi（MELiSSA）[373]
- 3月31日 - 澁谷梓希（i☆Ris）
- 3月31日 - 佐々木和也、佐脇慧一、山口智也（SOLIDEMO）
- 3月31日 - 佐孝仁司（BBHF）[374]
- 3月31日 - 岩橋玄樹（King & Prince）[375]
- 3月31日 - 凛つかさ（ヤなことそっとミュート）[376]
- 3月31日 - 西満里奈、平田詩奈（SKE48）[377]
- 4月1日 - 長瀬智也（TOKIO）[378]
- 4月1日 - スローセックス石島（挫・人間）[379]
- 4月2日 - Yudai（Survive Said The Prophet）[380]
- 4月4日 - 忽那杏優、橘花みなみ、藤咲ゆきあ（透色ドロップ）[381]
- 4月4日 - 岩堀聖奈、大久保林香（goomiey）[382]
- 4月4日 - 吉永杏菜、成瀬朋香、高松愛莉（BenjaminJasmine）
- 4月7日 - あのん（predia）[383]
- 4月10日 - 高柳明音（SKE48）[384]
- 4月11日 - 松井珠理奈（SKE48）[385][386]
- 4月11日 - 岡本圭人（Hey! Say! JUMP）[27]
- 4月12日 - 明治（魔法少女になり隊）[387]
- 4月13日 - UMI（PIGGS）[388]
- 4月14日 - 小銭喜剛（ニガミ17才）[389]
- 4月16日 - 小倉月奏（転校少女*）[390]
- 4月18日 - 白幡いちほ、先斗ぺろ（劇場版ゴキゲン帝国Ω）[391]
- 4月21日 - 野島樺乃（SKE48）[392]
- 4月30日 - 松村美紅（AKB48チーム8）[393]
- 4月30日 - ひろせひろせ（フレンズ）[394]
- 5月4日 - 百岡古宵（開歌-かいか-）[395]
- 5月9日 - 堀くるみ、彩木咲良、清井咲希、根岸可蓮、春名真依（たこやきレインボー）[396]
- 5月14日 - Kahadio（ALI）
- 5月15日 - セイレーン・コトリ（アルテミスの翼）[397]
- 5月22日 - カミヤサキ（GANG PARADE）[398]
- 5月23日 - 横野すみれ（NMB48）[399]
- 5月24日 - デイヴィッド・エレフソン（メガデス）[400]
- 5月26日 - 伊藤純奈、渡辺みり愛（乃木坂46）[401]
- 5月29日 - 峯岸みなみ（AKB48）
- 5月29日 - 勝田欣也（STANCE PUNKS）
- 5月29日 - 森保まどか（HKT48）[402]
- 5月31日 - 竹内彩姫（SKE48）[403]
- 5月31日 - ジュリエッタ霧島（キノコホテル）[404]
- 5月31日 - 小川結夏（NMB48）[405]
- 5月31日 - 小西麗菜、坂中楓（小野小町）[360]
- 6月1日 - 髙崎寿希也（祭nine.）[406]
- 6月1日 - 藤田亮介（Cö shu Nie）[407]
- 6月2日 - 赤坂美羽（SARD UNDERGROUND）[408]
- 6月9日 - AKARI（NELN）[409]
- 6月10日 - yucco（2）[410]
- 6月11日 - 宇都宮未来、成澤愛実、Яuu（ザ・コインロッカーズ）[411]
- 6月12日 - KOROMO（meme tokyo.）[412]
- 6月17日 - 桃紅茶（シクラメン）
- 6月18日 - 児玉律子（FAREWELL, MY L.u.v）[413]
- 6月18日 - のん（THE TOMBOYS）[414]
- 6月18日 - R!N（Aldious）[415]
- 6月19日 - 宮脇咲良（HKT48、元IZ*ONE）[416]
- 6月20日 - ヒメカノン（代代代）[417]
- 6月26日 - 金沢健央（ベランダ）[418]
- 6月27日 - 月ノウサギ（WAgg）
- 6月30日 - 渡邉幸愛、松本愛花（SUPER☆GiRLS）[419][420]
- 7月2日 - 山崎陸、福田裕介（teto）[421]
- 7月9日 - ウタウウタ（GO TO THE BEDS）
- 7月13日 - 松村沙友理（乃木坂46）[422]
- 7月21日 - BASI（韻シスト）[423]
- 7月31日 - 山下穂尊（いきものがかり）[46]
- 7月31日 - 長月翠、岩間妃南子（ラストアイドル）[424]
- 8月3日 - 今田夢菜（PassCode）
- 8月4日 - 首藤百慧（ラストアイドル）
- 8月8日 - 薮下楓（STU48）[425]
- 8月7日 - 安藤正容（T-SQUARE）[426][427]
- 8月13日 - 土田拓海（BOYS AND MEN）[428]
- 8月15日 - 白間美瑠（NMB48）[429]
- 8月17日 - miho（LOVEBITES）
- 8月19日 - 渡辺拓郎（藍坊主）[430]
- 9月4日 - まなん、萬玉あい、鈴木健太（D.W.ニコルズ）[431]
- 9月4日 - 大園桃子（乃木坂46）
- 9月5日 - 宮園ゆうか（tipToe.）
- 9月6日 - コムアイ（水曜日のカンパネラ）
- 9月20日 - 中条望（ボイメンエリア研究生）[432]
- 9月20日 - 南波陽向（NMB48）[433]
- 9月25日 - 梅村妃奈子（SILENT SIREN）
- 9月28日 - 鈴木優香（AKB48）[434]
- 9月30日 - 井上銘（CRCK/LCKS）[435]
- 10月1日 - 金子セイメイ（3markets［］）
- 10月3日 - SATOち（MUCC）[436]
- 10月10日 - けちょん・しふぉん（ゆるめるモ!）
- 10月12日 - 門脇実優菜、今泉美利愛、南有梨菜、中廣弥生（STU48）
- 10月15日 - いやま（Dizzy Sunfist）
- 10月18日 - 成海瑠奈（サンドリオン）
- 10月31日 - BUCCI（ET-KING）
- 10月31日 - ナターシャ浦安（キノコホテル）
- 10月31日 - 守屋茜、渡辺梨加（櫻坂46）[437]
- 11月1日 - 高辻麗（22/7）
- 11月5日（発表日） - りつこ（少年ナイフ）[438]
- 11月7日 - 石塚汐花（アイドルカレッジ）[439]
- 11月8日 - 荻野由佳（NGT48）
- 11月13日 - 阿南智史（never young beach）
- 11月15日 - 笠原桃奈（アンジュルム）[440][441]
- 11月19日 - 藤井浩太、林山拓斗（ウソツキ）
- 11月20日 - 浜公氣（どついたるねん）
- 11月21日 - 高山一実（乃木坂46）[442]
- 11月24日 - 金澤朋子（Juice=Juice）[443]
- 11月24日 - 一ノ瀬みか（神宿）
- 11月24日 - ナアユ（ASP）
- 11月29日 - 横山結衣（AKB48チーム8）[444]
- 11月30日 - 山内鈴蘭（SKE48）[445]
- 12月1日 - ふぁんく（梅田サイファー）
- 12月7日 - 天まうる（星歴13夜）
- 12月9日 - 横山由依（AKB48）[81]
- 12月12日 - 寺田蘭世（乃木坂46）
- 12月13日 - 佐藤優樹（モーニング娘。'21）[446]
- 12月15日 - みお（nuance）
- 12月18日 - ジデンス涼羽-178（Jin-Machine）
- 12月24日 - 平谷庄至、コバヤシケン、河村光博（KEMURI）
- 12月27日 - 村重杏奈（HKT48）
- 12月28日 - 榊美優（STU48）
- 12月28日 - 川口大喜（LAMP IN TERREN）
- 12月28日 - 大家志津香（AKB48）[447]
- 12月29日 - 西脇朱音（サンダルテレフォン）
- 12月30日 - 山中綾華、髙野清宗（ともにMrs. GREEN APPLE）[448]
- 12月31日 - 生田絵梨花（乃木坂46）[449]
- 12月31日 - 坂元葉月（わーすた）[450]
- 12月31日 - 杉山愛佳（SKE48）[451]
- 12月31日 - 小見山沙空（NGT48）
- 12月31日 - 神生アキラ・泉奏・朴ウィト・榊原タツキ・九瓏ケント（アルスマグナ）
- 12月31日 - 水野舞菜（ラストアイドル）
- 12月31日 - 井上真由子（SUPER☆GiRLS）

## 逮捕
| 逮捕日            | 氏名（所属グループ名）                 | 逮捕容疑（経過、判決等）                                                          |
| ----------------- | -------------------------------------- | --------------------------------------------------------------------------------- |
| 3月16日           | 山田樹奈 (元SKE48）                    | 詐欺、特定商取引法等違反容疑（4月5日に同容疑で再逮捕、懲役1年6か月・執行猶予4年） |
| 3月17日           | ワタナベマホト（カイワレハンマー）     | 児童売春・ポルノ禁止法違反（製造）容疑（略式起訴）                                |
| 3月18日（判明日） | Staxx T （CREAM）                      | 大麻取締法違反（所持）容疑                                                        |
| 4月4日            | Kahadio （ALI）                        | 電子計算機使用詐欺、窃盗容疑（4月23日に同容疑で再逮捕）                           |
| 4月14日           | G-PLANTS, DELTA9KID （いずれも舐達麻） | 大麻取締法違反（所持）容疑                                                        |
| 7月9日            | KENNY-G                                | 覚醒剤取締法違反・大麻取締法違反                                                  |
| 10月22日          | ハシシ（電波少女）                     | 大麻取締法違反（所持）容疑                                                        |
| 11月4日           | Playsson・2Marley                      | 大麻取締法違反（所持）容疑                                                        |
| 11月17日          | ¥ellow Bucks                           | 大麻取締法違反（所持）容疑（不起訴処分）                                          |
| 11月28日          | 鬼束ちひろ                             | 器物損壊容疑（不起訴処分）                                                        |
| 12月16日          | 山口泰明（DRUM TAO）                   | 大麻取締法違反（所持）容疑                                                        |

## 改名・表記変更
- 1月 - MC松島 → 松島諒[469]
- 3月16日 - FUNKY MONKEY BABYS → FUNKY MONKEY BΛBY’S[470]
- 3月20日 - Jewel☆Ciel → Gran☆Ciel
- 4月1日 - 彼女のサーブ&レシーブ → カノサレ
- 4月18日 - 犬も食わねぇよ。 → INUMO KUWANEEYO[471][注 10]
- 5月18日 - きゃわふるTORNADO → Symdolick[472]
- 6月21日 - (ジュリアナの祟り → )エナツの祟り → ジュリアナの祟り[473]
- 7月7日 - ヨネコ → ん・フェニ[474]
- 10月12日 - Psysalia Psysalis Psyche → PSYSALIA 人
- 12月24日 - ぱいぱいでか美 → でか美ちゃん
- 時期未定 - T-SQUARE → T-SQUARE alpha[426]

## 死去
- 1月3日 - ジェリー・マースデン（ジェリー&ザ・ペースメイカーズ）
- 1月6日 - 岡村喬生[475]
- 1月6日 - 鍋島直昶[476]
- 1月6日 - オシアン・エリス
- 1月7日 - 南正人[477]
- 1月8日 - デヴィッド・ダーリング
- 1月9日 - 日倉士歳朗
- 1月13日 - シルヴェイン・シルヴェイン（ニューヨーク・ドールズ）[478]
- 1月13日 - STICKY（SCARS）
- 1月13日 - ティム・ボガート（ヴァニラ・ファッジ、カクタス）
- 1月14日 - 横井久美子[479]
- 1月15日 - フィル・スペクター[480]
- 1月17日 - サミー・ネスティコ
- 1月18日 - 大城美佐子[481]
- 1月18日 - ジュゼプ・メストレス・クアドレニ
- 1月19日 - 松永ひとみ[482]
- 1月20日 - ダニエル・コビアルカ
- 1月23日 - 坂本スミ子[483]
- 1月23日 - ジョニー野村[484]
- 1月24日 - 泉ちどり[485]
- 1月24日 - オオスミタケシ（SHAKKAZOMBIE）[486]
- 1月29日 - 2代目春日井梅鴬
- 1月29日 - ヒルトン・ヴァレンタイン（アニマルズ）[487]
- 1月30日 - ソフィー[488]
- 2月1日 - ダスティン・ダイアモンド
- 2月3日 - ジム・ウェザリー
- 2月4日 - ジル・サンダース（ハロルド・メルヴィン&ザ・ブルー・ノーツ）
- 2月4日 - マット・ハリス（ザ・ポウジーズ）
- 2月4日 - 横井和子[489]
- 2月7日 - 香村英史[490]
- 2月8日 - メアリー・ウィルソン（シュープリームス）[491]
- 2月9日 - チック・コリア[492]
- 2月13日 - ルイス・クラーク（エレクトリック・ライト・オーケストラ）
- 2月15日 - ジョニー・パチェーコ（ファニア・オールスターズ）
- 2月15日 - ステュアート・ベッドフォード
- 2月15日 - 久邇之宜
- 2月16日 - 尾高惇忠[493]
- 2月16日 - クリスティーン・アン・ロルセス・マレン（ベッツィ&クリス）[494]
- 2月17日 - U・ロイ
- 2月21日 - 平井英子[495]
- 3月2日 - バニー・ウェイラー[496]
- 3月3日 - イ・ヨンギュ（コリアナ）[497]
- 3月4日 - アラン・カートライト（プロコル・ハルム）[498]
- 3月4日 - バスカー・メノン（元EMI・キャピトル・レコードCEO）[499]
- 3月4日 - ヘルムート・ヴィンシャーマン[500]
- 3月7日 - ドミトリー・バシキーロフ
- 3月7日 - ラーズ・ヨーラン・ペトロフ（エントゥームド）[501]
- 3月8日 - ジェイムズ・マクゴウ（マグマ）[502]
- 3月8日 - ジュリアン・フランソワ・ツビンデン
- 3月9日 - 村上“ポンタ”秀一[503]
- 3月9日 - ジェームズ・レヴァイン[504]
- 3月13日 - 平松久司[505]
- 3月14日 - チョーン・セック[506]
- 3月18日 - ポール・ジャクソン[507]
- 3月21日 - 濱田滋郎[508]
- 3月23日 - 和久井保[509]
- 3月24日 - 田中邦衛[510]
- 3月28日 - 和田アキラ（PRISM、松岡直也グループ）[511]
- 3月29日 - 遠山慶子[512]
- 3月29日 - オトマール・ボルヴィツキー[513]
- 3月30日 - 朝比奈順子[514]
- 4月1日（判明日） - パトリック・ジュベ[515]
- 4月2日 - B.B.ディッカーソン（ウォー）
- 4月2日 - 中鉢優香（こけしDoll/元アシュラシンドローム）[516]
- 4月4日 - ラルフ・シュケット（ユートピア）[517]
- 4月9日 - DMX（アール・シモンズ）[518]
- 4月12日 - 林博通[519]
- 4月14日 - ラスティー・ヤング（ポコ）[520]
- 4月16日 - マイク・ミッチェル[521]
- 4月17日 - ルー・ルイス[522]
- 4月18日 - チャーリー浜[523]
- 4月19日 - ジム・スタインマン[524]
- 4月20日 - レスリー・マッコーエン（ベイ・シティ・ローラーズ）[525]
- 4月21日 - ジョー・ロング（フォー・シーズンズ）[526]
- 4月22日 - ショック・G（デジタル・アンダーグラウンド）[527]
- 4月23日 - ミルバ[528]
- 4月24日 - クリスタ・ルートヴィヒ[529]
- 4月24日 - 菊池俊輔[530]
- 4月26日 - 和泉宏隆（Pyramid、元T-SQUARE）[531]
- 4月26日 - アル・シュミット（英語版）[532]
- 4月29日 - カジミエシュ・コルト[533]
- 4月29日 - ジョン・ヒンチ（ジューダス・プリースト）[534]
- 4月30日 - アンソニー・ペイン[535]
- 5月4日 - 国吉源次[536]
- 5月6日 - パーヴィス・ステイプルズ（ザ・ステイプル・シンガーズ）[537]
- 5月6日 - ロイド・プライス[538]
- 5月8日 - カーティス・フラー[539]
- 5月10日（判明日） - 数原晋[540]
- 5月14日 - エステル・マギ[541]
- 5月15日 - 伊藤アキラ[542]
- 5月18日 - フランコ・バッティアート[543]
- 5月19日 - マルティン・トゥルノフスキー[544]
- 5月20日 - フロリアン・ピルキントン・ミクサ（カーヴド・エア）[545]
- 5月20日 - ヨシ・ワダ[546]
- 5月23日 - クリストバル・アルフテル[547]
- 5月23日 - 高木司[548]
- 5月24日 - サミュエル・E・ライト[549]
- 5月24日 - ジョン・デーヴィス（ミリ・ヴァニリ）[550]
- 5月25日 - 深澤雅之[551]
- 5月26日 - Zillow（IdolPunch）[552]
- 5月29日 - B・J・トーマス[553]
- 5月30日 - 小林亜星[554]
- 5月30日 - 長嶋はるか[555]
- 6月13日 - ラウル・ジ・スーザ
- 6月18日 - 寺内タケシ[556]
- 6月19日 - 村木賢吉[557]
- 6月21日 - 原信夫[558]
- 6月21日 - ママディ・ケイタ[559]
- 6月22日 - ハンス・ドレヴァンツ[560]
- 6月22日 - 李麗仙[561]
- 6月25日 - ウエス・マディコ
- 6月26日 - 土岐英史[562]
- 6月26日 - ジョニー・ソーリンガー（元スキッド・ロウ）[563]
- 6月26日 - ジョン・ハッセル[564]
- 6月26日 - フレデリック・ジェフスキー[565]
- 6月30日 - 松原史明[566]
- 7月1日 - 大石昌美[567]
- 7月1日（報道日） - ルイ・アンドリーセン[568]
- 7月1日 - ブライアン・セント・ペール（ハム）
- 7月4日 - 末原康志
- 7月4日 - サンフォード・クラーク
- 7月4日 - リック・レアード（マハヴィシュヌ・オーケストラ）
- 7月4日 - 中山ラビ[569]
- 7月5日 - レオ・ファン・デ・ケッテリー（ショッキング・ブルー）
- 7月10日 - エスター・ベハラノ（アウシュヴィッツオーケストラ楽団）
- 7月11日 - 亀石征一郎[570]
- 7月13日 - 辻久子[571]
- 7月13日 - 高橋健二（ジャッキー吉川とブルー・コメッツ）[572]
- 7月14日 - ジェフ・ラバー（シンデレラ）
- 7月14日 - ゲイリー・コルベット（シンデレラ）
- 7月15日 - 草野妙子
- 7月16日 - 酒井政利[573][574]
- 7月16日 - ビズ・マーキー
- 7月17日 - ロビー・スタインハート（カンサス）
- 7月20日 - 勝連繁雄[575]
- 7月22日 - 渡辺善太郎[576]
- 7月25日 - 伊藤京子[577]
- 7月25日 - 藤島信人（大栗丹後）[578]
- 7月25日 - カウント・ムブトゥ（デレク・トラックス）
- 7月26日 - マイク・ハウ（メタル・チャーチ）
- 7月26日 - ジョーイ・ジョーディソン（元Slipknot）[579]
- 7月27日 - 中野督夫（センチメンタル・シティ・ロマンス）[580]
- 7月28日 - ダスティ・ヒル（ZZ TOP）[581]
- 7月29日 - amin[582]
- 7月31日 - チャールズ・コナー（リトル・リチャード）
- 8月1日 - ポール・コットン（ポコ）
- 8月2日 - 本郷直樹[583]
- 8月7日 - デニス・トーマス（クール&ザ・ギャング）
- 8月8日 - ブルース・コンテ（タワー・オブ・パワー）
- 8月8日 - 斎藤雅広[584]
- 8月上旬 - ニンドリ（Couple）[585]
- 8月11日 - ジャンルイジ・ジェルメッティ
- 8月14日 - イーゴリ・オイストラフ
- 8月14日 - レーモンド・マリー・シェーファー
- 8月14日 - ジェリー藤尾[586]
- 8月14日 - 藤島メリー泰子[587][588]
- 8月19日 - 千葉真一[589]
- 8月21日 - ドン・エバリー（エバリー・ブラザーズ）[590]
- 8月22日 - エンディ山口（ピンキーとキラーズ）[591]
- 8月22日 - ブライアン・トラヴァース（元UB40）[592]
- 8月22日 - エリック・ワグナー（トラブル）
- 8月24日 - フリッツ・マッキンタイア（シンプリー・レッド）
- 8月24日 - チャーリー・ワッツ（ローリング・ストーンズ）[593]
- 8月28日 - テレサ・ツィリス＝ガラ
- 8月29日 - リー・ペリー
- 8月29日 - ロン・ブッシー（アイアン・バタフライ）
- 8月30日 - 西脇久夫（ボニージャックス）[594]
- 8月31日 - 江崎マサル（別名：エザキマサル卍）[595]
- 9月（没日不明） - 上田知華[596]
- 9月1日 - 阿保郁夫[597]
- 9月1日 - 高橋功宜
- 9月1日 - 折田育造（ポリドール社長）
- 9月2日 - 高橋ヨーカイ（裸のラリーズ）
- 9月2日 - ミシェル・コルボ
- 9月2日 - ミキス・テオドラキス[598]
- 9月5日 - サラ・ハーディング（ガールズ・アラウド）[599]
- 9月7日 - タンワー・ラーシータヌー
- 9月13日 - 大久保一久（風、元猫）[600]
- 9月13日 - ジョージ・ウェイン
- 9月14日 - ビセンテ・サルソ
- 9月14日 - 小倉めぐみ[601]
- 9月16日 - ジョージ・ムラーツ
- 9月18日 - 正司敏江（正司敏江・玲児）[602]
- 9月18日 - シルヴァーノ・ブッソッティ
- 9月21日 - 風間ルミ[603]
- 9月21日 - リチャード・H・カーク（キャバレー・ヴォルテール）
- 9月21日 - 白鳥みづえ[604]
- 9月25日 - 桜井順[605]
- 9月26日 - アラン・ランカスター（元ステイタス・クォー）[606]
- 9月30日 - すぎやまこういち[607]
- 10月5日 - 里村龍一[608]
- 10月6日 - 神谷郁代[609]
- 10月9日 - 野口龍[610]
- 10月9日 - ジム・ペンブローク（ウィグワム）
- 10月10日 - 中島靖子
- 10月10日 - ルイス・デ・パブロ
- 10月11日 - デオン・エスタス（ワム!）
- 10月11日 - パディ・モローニ（チーフタンズ）[611]
- 10月15日（公表日） - HSU/小杉隼太（Suchmos）[612]
- 10月15日 - ポーンサック・ソーンセーン
- 10月16日 - オード・キリブーン
- 10月16日 - ロン・タット[613]
- 10月17日 - 持統院丈太郎（飯島敏宏）[614]
- 10月18日 - エディタ・グルベローヴァ[615]
- 10月20日 - 川口真[616]
- 10月21日 - ベルナルト・ハイティンク[617]
- 10月24日 - 韓伽倻[618]
- 11月1日 - ネルソン・フレイレ[619]
- 11月1日 - アルヴィン・パターソン（ボブ・マーリー&ザ・ウェイラーズ）
- 11月1日 - パット・マルティーノ
- 11月2日 - ロニー・ウィルソン（ギャップ・バンド）[620]
- 11月5日 - マリリア・メンドンサ[621]
- 11月6日 - テレンス・ウィルソン（元UB40）[622]
- 11月6日 - アンディ・バーカー（808ステイト）
- 11月8日 - 菅沼孝三[623]
- 11月11日 - グレアム・エッジ（ムーディー・ブルース）
- 11月11日 - ジョン・グッドサル（ブランドX）
- 11月15日（死去推定日） - 飯田則子[624]
- 11月17日 - 鶴澤正一郎[625]
- 11月17日 - 柿原崇志
- 11月17日 - テュヌス・ヨルダーン
- 11月22日 - 喜多條忠[626]
- 11月26日 - 平原まこと[627]
- 11月26日 - スティーヴン・ソンドハイム[628]
- 11月27日 - 中村貴之（NSP）[629]
- 11月28日 - アレクサンドル・グラツキー[630]
- 11月29日 - 白崎彩子[631]
- 11月30日 - hiro/黒田洋俊（te'）
- 12月2日 - リチャード・コール（レッド・ツェッペリンツアーマネージャー）
- 12月3日 - メルヴィン・パーカー（ジェームス・ブラウンバンド）
- 12月8日 - ロビー・シェイクスピア（スライ&ロビー）
- 12月8日 - バリー・ハリス
- 12月3日 - 新井満[632]
- 12月7日 - 丸谷明夫[633]
- 12月8日 - 小鳥遊やひろ（nurié）[634]
- 12月9日 - 鈴木淳[635]
- 12月9日 - ガース・デニス（ブラック・ウフル/ウェイリング・ソウルズ）
- 12月9日 - スティーブ・ブロンスキ（ブロンスキ・ビート）
- 12月10日 - マイク・ネスミス（ザ・モンキーズ）[636]
- 12月13日 - 初代真山一郎[637]
- 12月14日 - フィル・チェン（ロッド・スチュワート）
- 12月15日 - ワンダ・ヤング（マーヴェレッツ）
- 12月16日 - レナード・ハバード（ザ・ルーツ）
- 12月17日 - ウィラサク・スントンシー（カラワン楽団）
- 12月18日 - 神田沙也加[638]
- 12月19日 - カルロス・マリン（イル・ディーヴォ）[639]
- 12月19日 - ビル・コンウェイ（モーフィン）
- 12月20日 - YASU（奇形児）[640]
- 12月21日 - ゲオルゲ・アレクサンダー・アルブレヒト
- 12月22日 - ロビン・ル・ムシュリエ（ロッド・スチュワートバンド）
- 12月29日 - 瀬川昌久[641]
- 12月30日 - 昭和のいる（昭和のいる・こいる）[642]
- 12月31日 - 川田孝子[643]